# Marineakademie Warna
Die Marineakademie „Nikola Jonkow Wapzarow“ (gebräuchliche Transliteration Vaptsarov und Vaptzarov, bulgarisch Вапцаров) befindet sich in Bulgarien in der Stadt Warna. Absolventen dienen in der bulgarischen Marine, arbeiten in der bulgarischen Handelsmarine und als Spezialisten in der maritimen Industrie in der ganzen Welt. Die Marineakademie ist:
1. Die älteste technische Bildungseinrichtung in Bulgarien: Gründung am 9. Januar 1881;
2. Gründungsmitglied der International Association of Maritime Universities;
3. Mitglied der Internationalen Seeschifffahrts-Organisation;
4. Partnerhochschule im EU-Programm „Erasmus Plus“;
5. Partnerhochschule im EU-Programm „MarTEL Plus“ („Leonardo Da Vinci“);
6. Eingetragen in die Weiße Liste der Internationalen Seeschifffahrts-Organisation;
7. Eingetragen in Lloyd’s Register: Zertifikat ISO 9001:2000 für alle Studienfächer.

## Geschichte
Die Marineakademie ist die älteste technische Bildungseinrichtung in Bulgarien. Die Entwicklung begann mit mehreren selbständigen Einrichtungen als Vorläufer der gegenwärtigen Fakultäten, Sektionen, Lehrstühle und Fachhochschulen im Rahmen der Marineakademie.

### Erste Jahrzehnte
Die Grundlagen der maritimen Ausbildung in Bulgarien wurden in der Stadt Russe an der Donau durch Rundschreiben №7/16 Januar 1881 des Kriegsministeriums des Fürstentums Bulgarien geschaffen, in dem mitgeteilt wird, dass mit Wirkung ab 9. Januar 1881 die Marineakademie gegründet wurde.

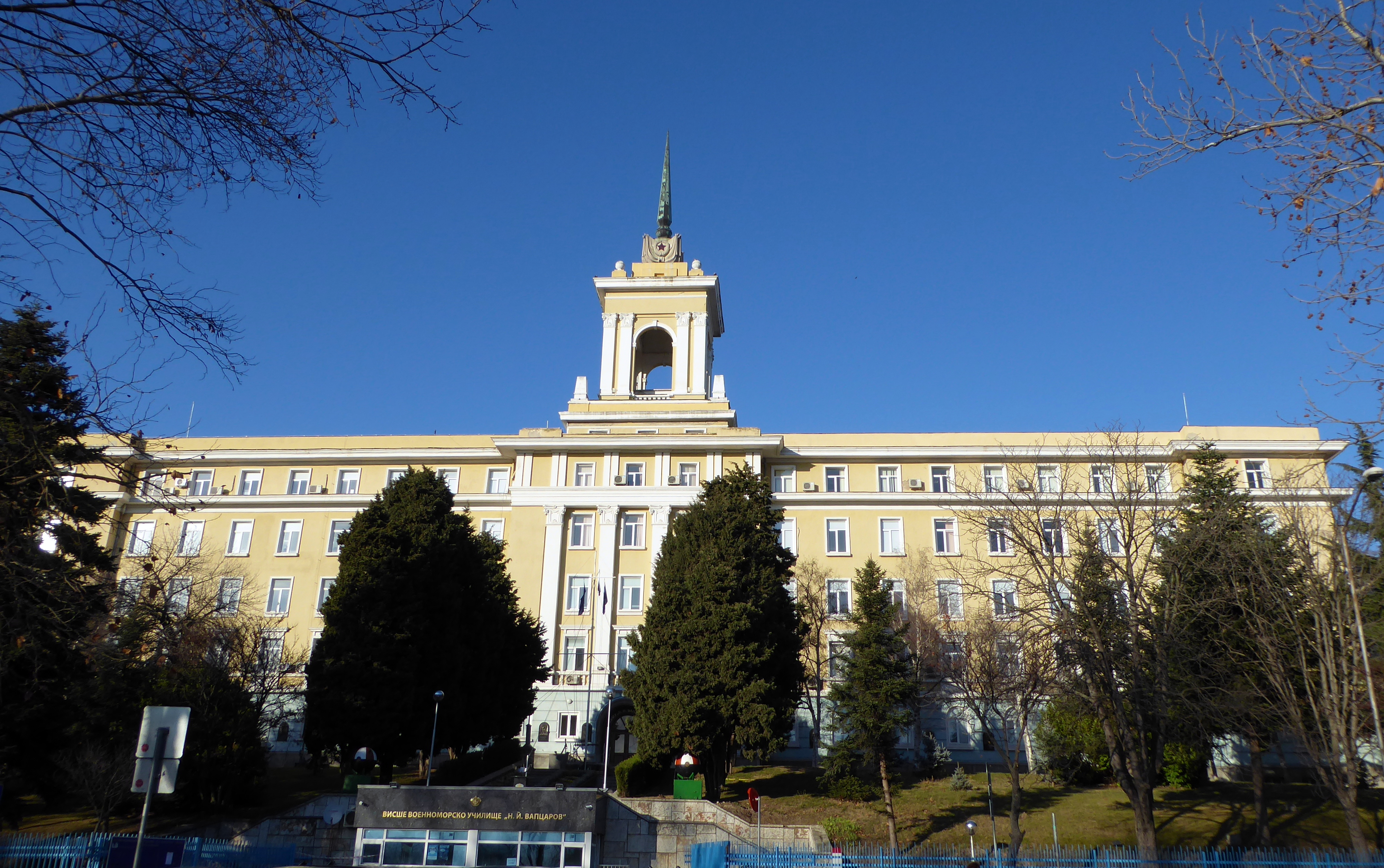
Marineakademie Warna.

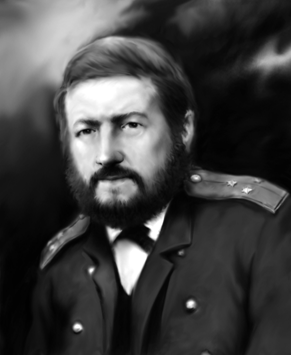
Kapitänleutnant Alexander Konkewitsch, erster Befehlshaber der Bulgarischen Marine und Gründer der Marineakademie.

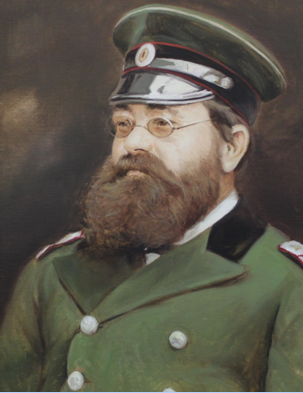
Der erste Leiter der Marineakademie Diplom-Ingenieur Podporutschik Pawel Alexejewitsch Maschnin.

Die Gründung geht auf Initiative von Kapitänleutnant Alexander Konkewitsch zurück. Er war „Befehlshaber der Marine und der See-Liegenschaften“, wie die offizielle Bezeichnung der Bulgarischen Marine im neunzehnten Jahrhundert lautete. Erster Leiter der Marineakademie ist Diplom-Ingenieur Podporutschik Pawel Maschnin vom Korps der Marine-Mechaniker, der diese Position bis März 1882 innehatte.
Die Marineakademie war mit der Aufgabe betraut, Mechaniker und Maschinisten für die Königliche Marine auszubilden. Ab 1883 findet man zusätzlich die Bezeichnungen „Mechaniker-Schule“, „Technische Schule“ und „Mechaniker-Klasse“, der Status blieb aber unverändert und die erfolgreiche Ausbildung von technischen Fachkräften für die Bulgarische Marine und für die Handelsflotte wurde fortgesetzt. Absolventen der Marineakademie nahmen 1885 am Serbisch-Bulgarischen Krieg teil und bekamen Auszeichnungen.
Durch Reformen des „Ministeriums für nationale Aufklärung“ Ende des 19. Jahrhunderts wurde die Entwicklung von Bildungseinrichtungen, auch in der maritimen Ausbildung, gefördert. In der Folge wurde die Marineakademie 1892 umgebaut und in „Marineschule für Unteroffiziere“ umbenannt, an der Fach-Spezialisten als Bootsmann, Rudergänger, Feuerwerker (Schiffsartillerist), Minenleger und Mechaniker/Maschinist ausgebildet wurden. Im selben Jahr wurde auch das erste Abschlusszeugnis der „Alma Mater“ der Marine ausgestellt.

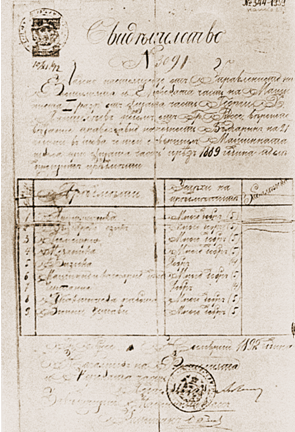
Das Diplom des Absolventen Chadschipantelejew aus dem Jahre 1892 ist das bislang älteste bekannte Diplom der Marineakademie.

Im Jahre 1893 wurde in der Stadt Russe der erste „Interimskurs für Marine-Wissenschaften“ für die Ausbildung von Marine-Offizieren gegründet. In diesem Sinne fungiert die Marineschule von 1881 als Grundlage für die Marineakademie und als Vorbild für die heutige Fakultät für Ingenieurwissenschaften, und der Interimskurs von 1893 als Vorbild für die heutige Fakultät für Nautik.
Am Interimskurs nahmen Offiziere teil, die die Militärakademie in Sofia absolviert hatten, um spezielle Marineausbildung zu bekommen, sowie bulgarische Schüler ausländischer Marineschulen ohne erreichten Abschluss. Die Absolventen des Interimskurses legten Prüfungen ab, und erlangten die Befähigung eines Marine-Offiziers.

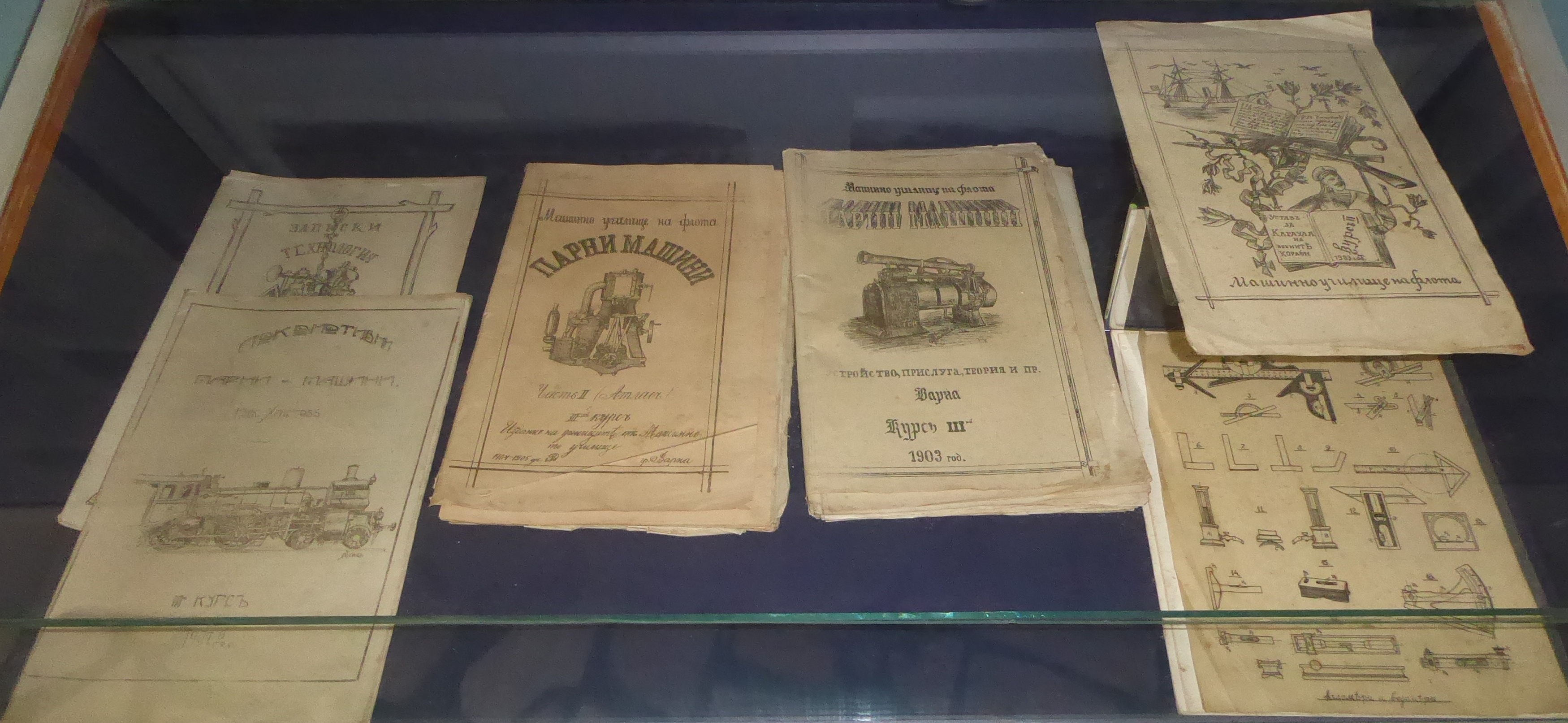
Lehrbücher 1903

Die nächste Entwicklungsstufe begann Anfang des 20. Jahrhunderts, als 1900 unter der Leitung von Leutnant Todor Solarow die Verlegung nach Warna stattfand. Todor Solarow begründete die Notwendigkeit der Vertiefung der Ausbildung, so dass die Marineakademie durch Gesetzesbeschluss der Volksversammlung im Jahre 1904 zur ersten Technischen Fachhochschule wurde. Die Studiendauer wurde auf sechs Jahre verlängert. Im Jahre 1906 wurden dann auch die ersten Abschlusszeugnisse ausgestellt. Das erste, speziell für die Zwecke der Marineakademie entworfene Gebäude wurde 1910 gebaut.

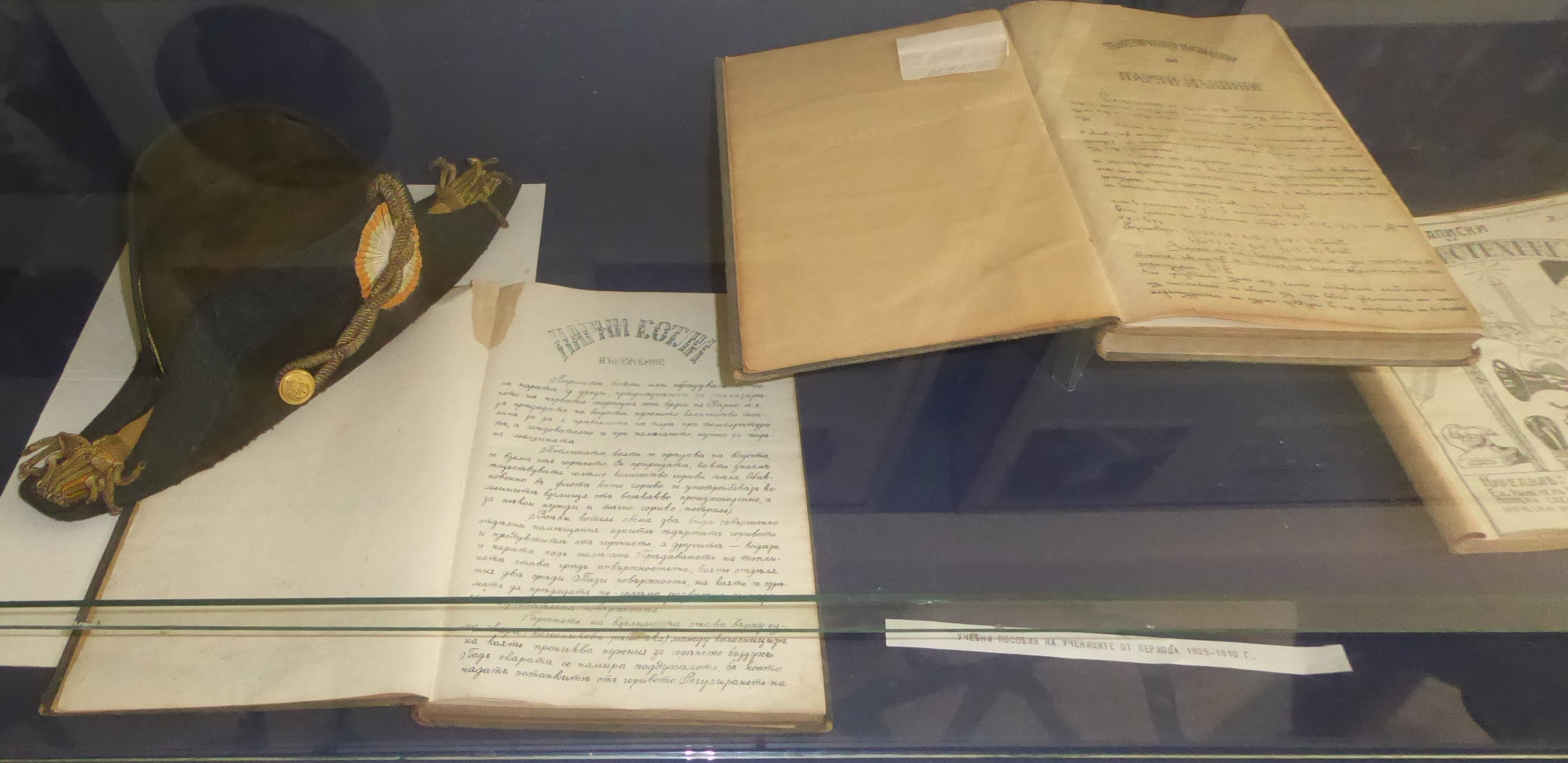
Lehrbücher 1905–1910

Die in der Stadt Russe verbliebenen Einrichtungen wurden in die „Fachhochschule für Minenleger und Mechaniker/Maschinisten“ integriert, mit einer Studiendauer von vier Jahren und mit studiumbegleitendem Praktikum, wobei die ersten zwei Jahre auf die Wehrpflicht angerechnet wurden. Nach vorübergehender Schließung im Jahr 1909 wurde sie dann 1912 wegen des gestiegenen Bedarfs der Königlichen Marine an technischen Fachkräften neu strukturiert, und in „Fachhochschule für Spezialkräfte“ umbenannt, die der neu gegründeten „Ausbildungssektion“, später in „Marine-Ausbildungssektion“ umbenannt, unterstellt wurde.

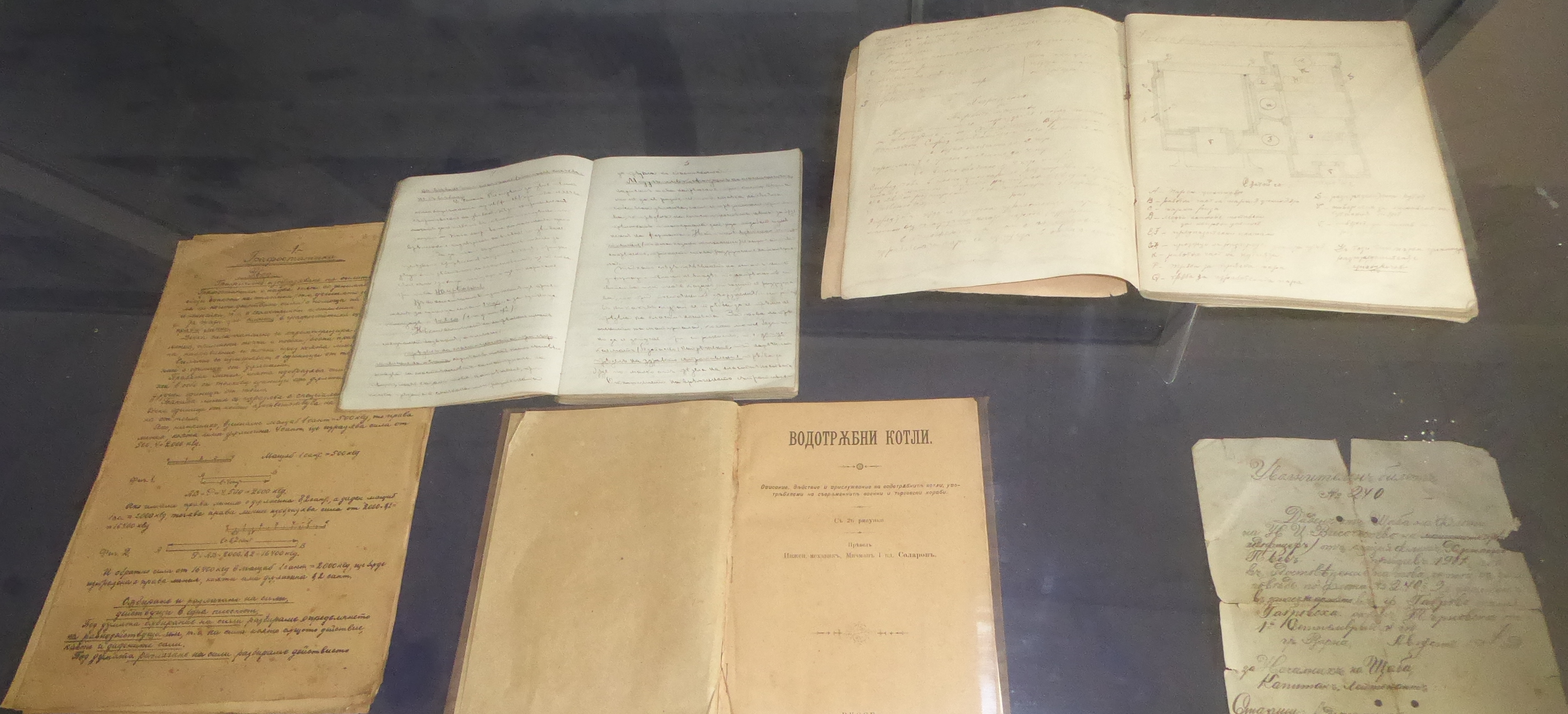
Lehrbücher und Entlassungsschein 1911

Die „Fachhochschule für Spezialkräfte“ wurde zwar formell bereits im Jahre 1912 gegründet, aber erst im Jahre 1913 wurde die erste Klasse von 34 Studenten zugelassen. Im Laufe des Ersten Weltkriegs wurden zusätzlich zu den ursprünglich vorhandenen Sektionen Minenleger/Elektrotechnik, Mechaniker/Maschinisten und Rudergänger kurzfristig auch die zwei neuen Sektionen Taucher resp. Radiotelegrafie gegründet.
Die Studiendauer betrug vier Jahre. Die „Fachhochschule für Spezialkräfte“ gilt als Vorbild für die gegenwärtige moderne Fakultät für postgraduales Studium sowie für das „Berufskolleg für Unteroffiziere“.
Bereits ab 1912 befanden sich im Rahmen der „Ausbildungssektion“ die „Fachhochschule für Spezialkräfte“ und die „Maschinenschule der Königlichen Marine“.

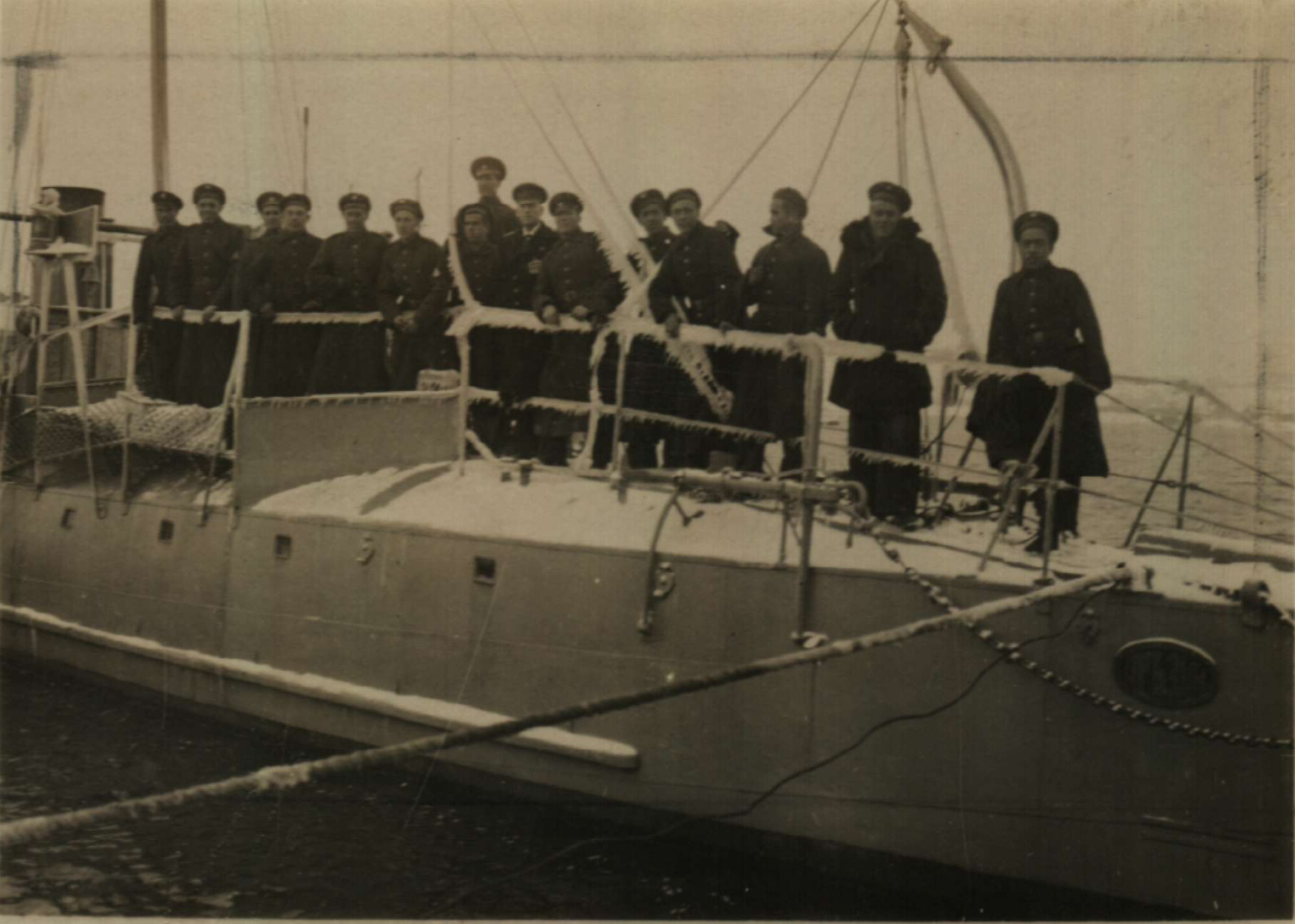
„Draski“ – Torpedoboot, 1907–1920

Während der Balkankriege und des Ersten Weltkrieges (1912–1918) beteiligten sich Absolventen der „Ausbildungssektion“ an Minenlege- und an Minenräum-Maßnahmen, am Angriff durch das bulgarische Torpedoboot „Draski“ (bulgarisch Дръзки) auf den türkischen Kreuzer Hamidiye am 8. November 1912, an der Landung in Baltschik, Kawarna und Kaliakra, sowie an den Gefechten in Baltschik am 13. Dezember 1916. Ihnen gebührte auch die Ehre, die neue Technik in der Marine als Marineflieger und als Besatzung des ersten bulgarischen U-Boots zu meistern.

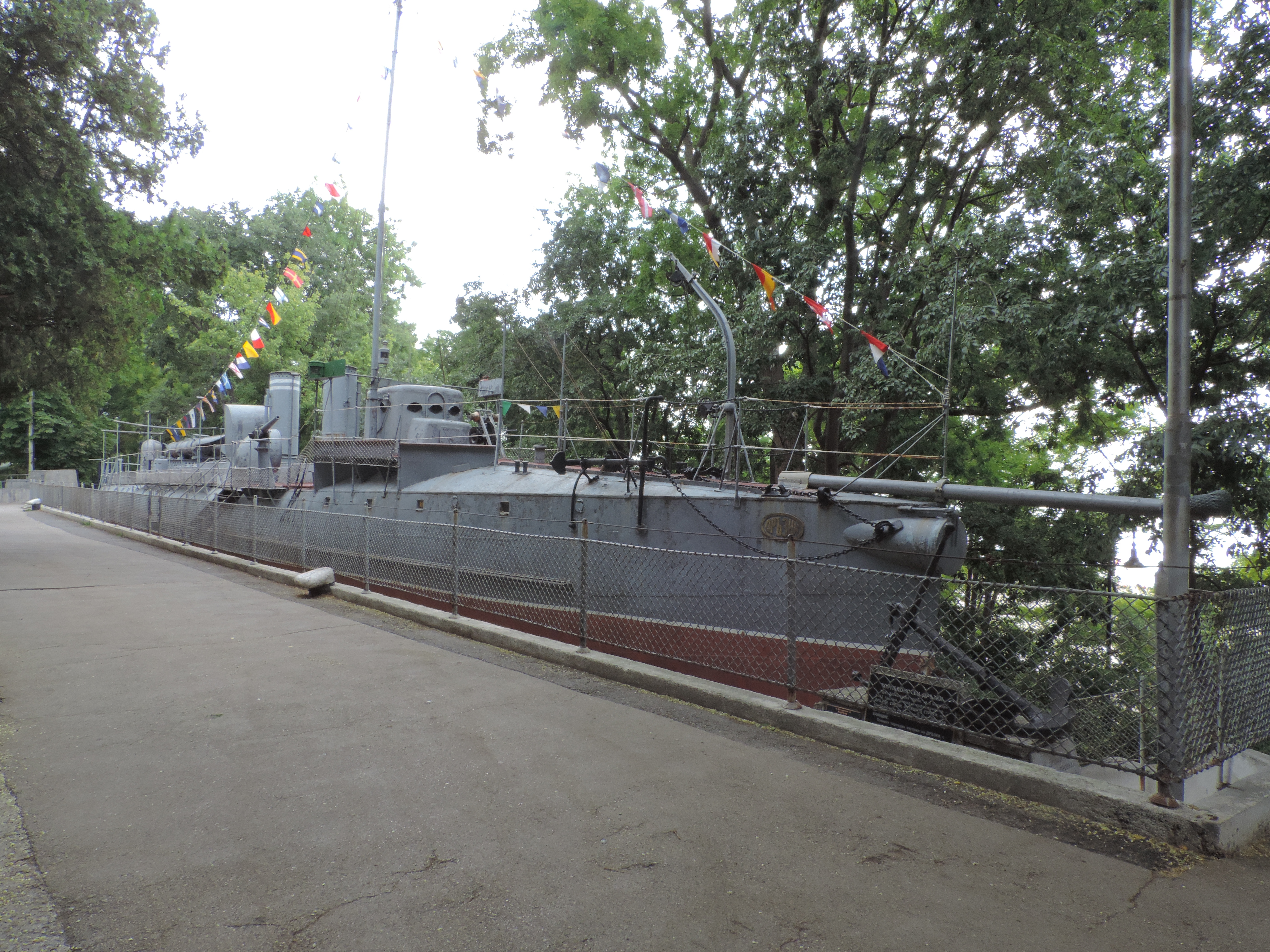
„Draski“ – Torpedoboot, Nationales Marinemuseum, Warna, Bulgarien

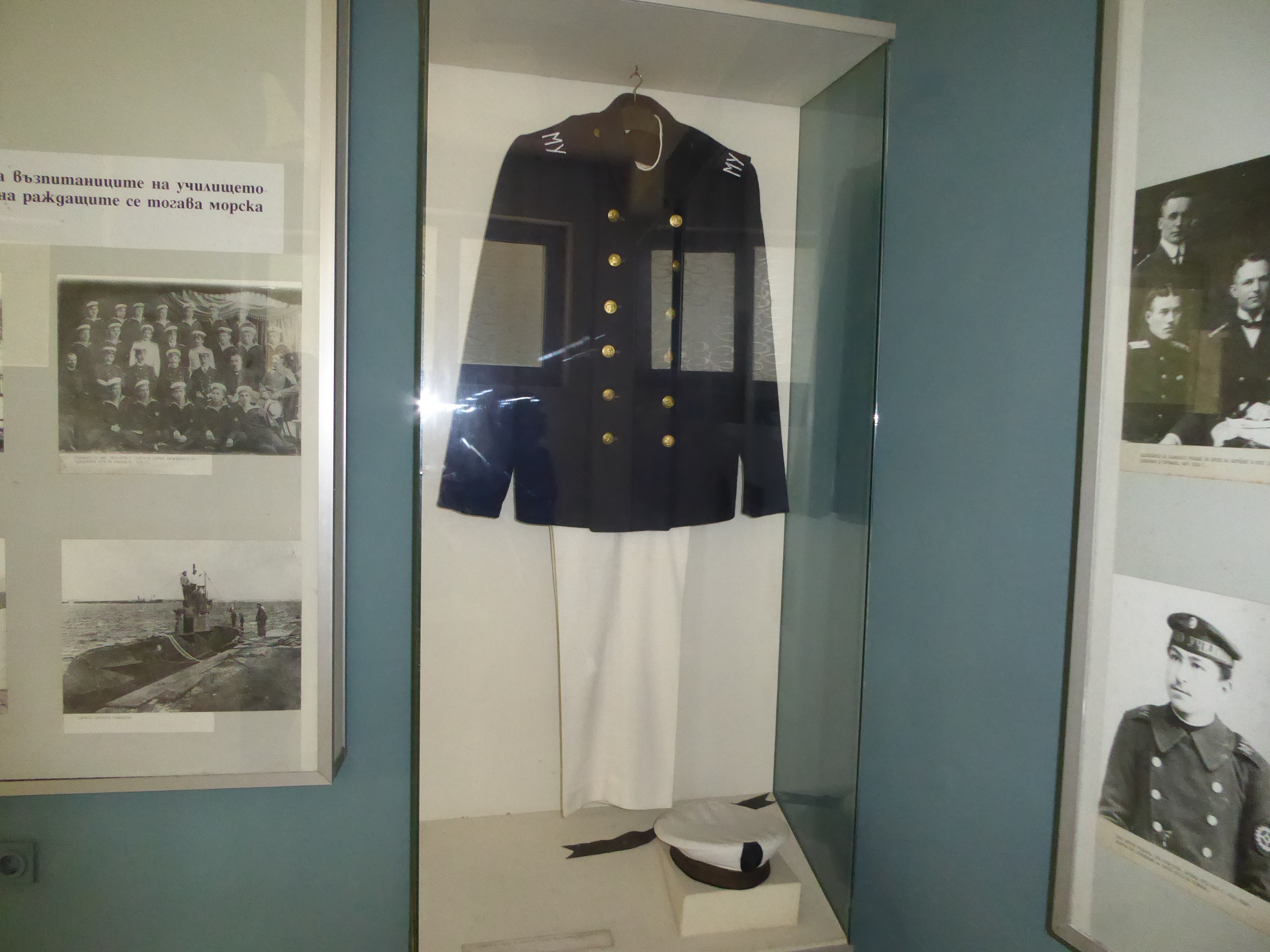
Historische Uniform

Zu diesem Zeitpunkt begann man, zusätzlich Deutsch und Französisch zu unterrichten, und Offiziers-Anwärter unter den Absolventen wurden an die Accademia Navale (Italien, 1914) und später an die Marineschule Mürwik (Deutschland 1916–1918) geschickt (vgl. Bulgarische Seeoffiziersanwärter an der Marineschule Mürwik.)

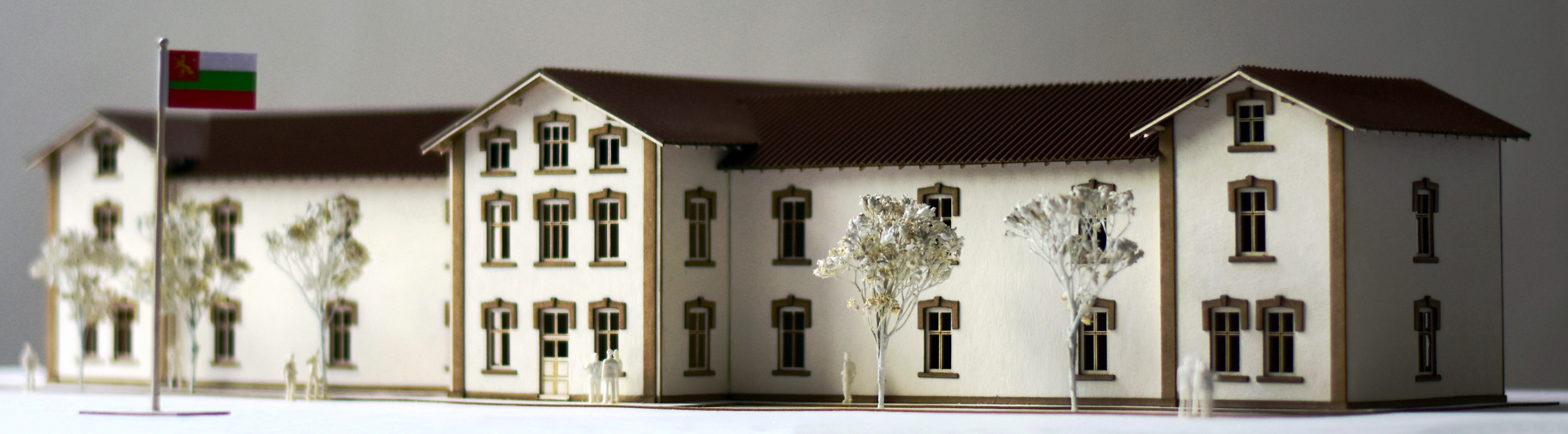
Paradeeingang des Hauptgebäudes der Maschinenschule der Königlichen Marine bis 1916

An der „Maschinenschule der Königlichen Marine“ selbst zeichneten sich inzwischen bahnbrechende Veränderungen ab: Nach einem kurzen Qualifizierungskurs einer ausgewählten Gruppe von Absolventen wurde im Jahre 1917 der erste Offiziersjahrgang verabschiedet. Der Umzug in das Gebäude des heutigen Aquariums im Meeresgarten fand 1918 statt.
Nach Kriegsende wurde die Ausbildung in der bulgarischen Marine neu strukturiert. Die Ausbildungssektion übernahm die Leitung aller Ausbildungseinrichtungen, aus denen die moderne Marineakademie hervorgegangen sind.
Im Zeitraum 1919 bis 1920 wurde der „Lehrgang für Offiziere“ (Nachfolger des Interimskurses) nicht nur erfolgreich abgeschlossen, sondern die Absolventen bekamen zum ersten Mal aufgrund des Ministerratdekrets Nr. 6/1. Juni 1920 das Zertifikat für abgeschlossene Marine-Hochschulspezialausbildung „gemäß dem vollen Programm des Marinekorps in St. Petersburg“. Hochschuldiplome wurden auch Hörern aus früheren Lehrgängen des Kurses verliehen. Später wurde der Lehrplan erheblich verbessert. Auf der Grundlage der gesammelten Erfahrungen wurden im Jahr 1925 bzw. 1928 Lehrgänge für Nautik eingerichtet, in denen Offiziersanwärter nach mehrjähriger Ausbildung in Theorie und Praxis nun Zeugnisse für eine abgeschlossene Marine-Hochschulspezialausbildung bekamen. Unter den Absolventen waren auch viele junge Offiziere der „Marine-Küstenpolizei“, wie die offizielle Bezeichnung der bulgarischen Marine im Rahmen des Neuilly-Vertrages lautete, sowie nautische Offiziere im Sinne der Bezeichnung „Kapitän auf großer Fahrt“ im Dienste der „Bulgarischen Dampfschifffahrthandelsgesellschaft“ als Vorgänger der „Bulgarischen See-Flotte AG“ bzw. der Firma Navibulgar.

### Maschinenschule der Marine
Im Frühjahr 1921 wurde die „Königliche Marine“ gemäß Friedensvertrag von Neuilly aufgelöst. Da allerdings die Maschinenschule bei Inkrafttreten des Friedensvertrags von Neuilly bereits seit einem Jahr nicht mehr dem Kriegsministerium unterstellt war, wurde sie in „Maschinenschule der Marine“ umbenannt.
Die praktische Ausbildung erfolgte auf Minenlegern, in Arsenalen, in Radiosendern, in Elektro-Kraftwerken, in Bahndepots und in Werkstätten, am Flughafen Boschurischte, im Bergwerk Pernik und an anderen Orten. Übergangsweise unterstand die Maschinenschule dem Ministerium für Industrie und Arbeit, und später dem Ministerium für Eisenbahnen, Nachrichten und Häfen. Beamte des Ministeriums für Bildung nahmen an Abschlussprüfungen teil, und die Absolventen waren berechtigt, an allen technischen Hochschulen zu studieren, auch im Ausland.
Nach dem Ende des Ersten Weltkrieges wurde die „Marine-Fachhochschule für Rudergänger“ ausgegliedert und in „Fachhochschule für Fischerei“ umgewandelt, die bis zum 4. April 1933 existierte.
Im Jahre 1930 wurde die „Fachhochschule für Spezialkräfte der Marine“ reformiert und infolgedessen die drei Sektionen „Elektrotechnik“, „Maschinen“ und „Motoren“ gegründet, sowie deren Lehrpläne ergänzt und verbessert.
Die „Fachhochschule für Minenleger, Mechaniker und Maschinisten“, die später in „Fachhochschule für Spezialkräfte“ umbenannt wurde, sowie die Maschinenschule der Marine waren die ersten Ausbildungsstätten in Bulgarien, die systematisch hochqualifizierte Fachkräfte für die Bedürfnisse der Marine, der Handelsflotte und der neu aufkommenden Industrie in Bulgarien ausgebildet haben.
Im Jahre 1929 wurde der rechtliche Status der „Maschinenschule der Marine“ per Gesetz festgelegt. Sie wurde in „Marineschule“ umbenannt. In den darauffolgenden zwei Jahren wurde die Sektion „Seefahrt“ gegründet, die die Aufgabe hatte, Wachoffiziere für die Handelsflotte auszubilden. Die Offiziere des Marine-Polizeidienstes wurden teilweise an der Marineschule ausgebildet, legten allerdings die Abschlussprüfungen an der Militärschule in Sofia ab, an der zusätzliche Fächer unterrichtet wurden. Die Militärschule in Sofia, die seit dem Jahre 1923 den Status einer Hochschule innehatte, stellte den Offizieren entsprechende Diplome im Umfang gemäß dem Friedensvertrag von Neuilly aus, der festlegte, dass Bulgarien nur noch eine einzige Militärschule haben durfte.
Die „Maschinenschule der Marine“ zog 1934 in das Gebäude der bereits aufgelösten „Fachhochschule für Fischerei“ auf der Insel Sweti Kirik in der Nähe von Sosopol um, dann 1940 zurück nach Warna, und bekam das große repräsentative Gebäude in der Stefan-Karadscha-Straße. Im selben Jahr nahmen die Absolventen an der Landung in Baltschik teil, nach der die Wiedereingliederung der Süd-Dobrudscha in das Königreich Bulgarien erfolgte.
Im Jahre 1942 bekam die Marineschule per Dekret des Zaren Boris III. den Status „Spezial-Fachhochschule der königlichen Marine“. Im Jahre 1943 wurde die „Marine-Sektion der Offiziere der Reserve“ gegründet, die die Aufgabe innehatte, Reserveoffiziere für die Seekriegsführung auszubilden.

### Entwicklung nach dem Zweiten Weltkrieg
Im Jahre 1949 ernannte man den Dichter und Absolventen des Jahrgangs 1926, Nikola Wapzarow, zum Patron.
Ein besonderes Kapitel in der Geschichte ist die Ausbildung von ausländischen Studenten im Zuge des gestiegenen internationalen Ansehens der Hochschule. Die Anfänge gehen auf das Jahr 1953 zurück, als die ersten Studenten aus der Tschechoslowakei und Kursanten aus Albanien ihr Studium aufnahmen. Bis zum Jahre 1994 absolvierten insgesamt 141 ausländische Studenten aus insgesamt elf Ländern auf vier Kontinenten erfolgreich das Diplomstudium.

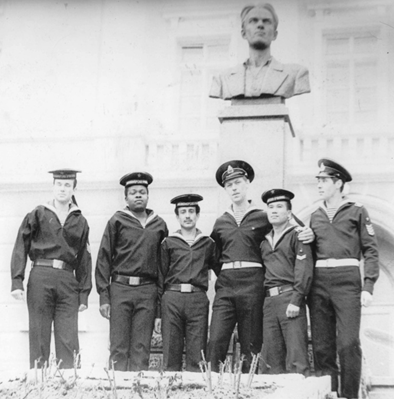
Ausländische Kadetten der Marineakademie vor dem Denkmal Nikola Wapzarows, um 1986.

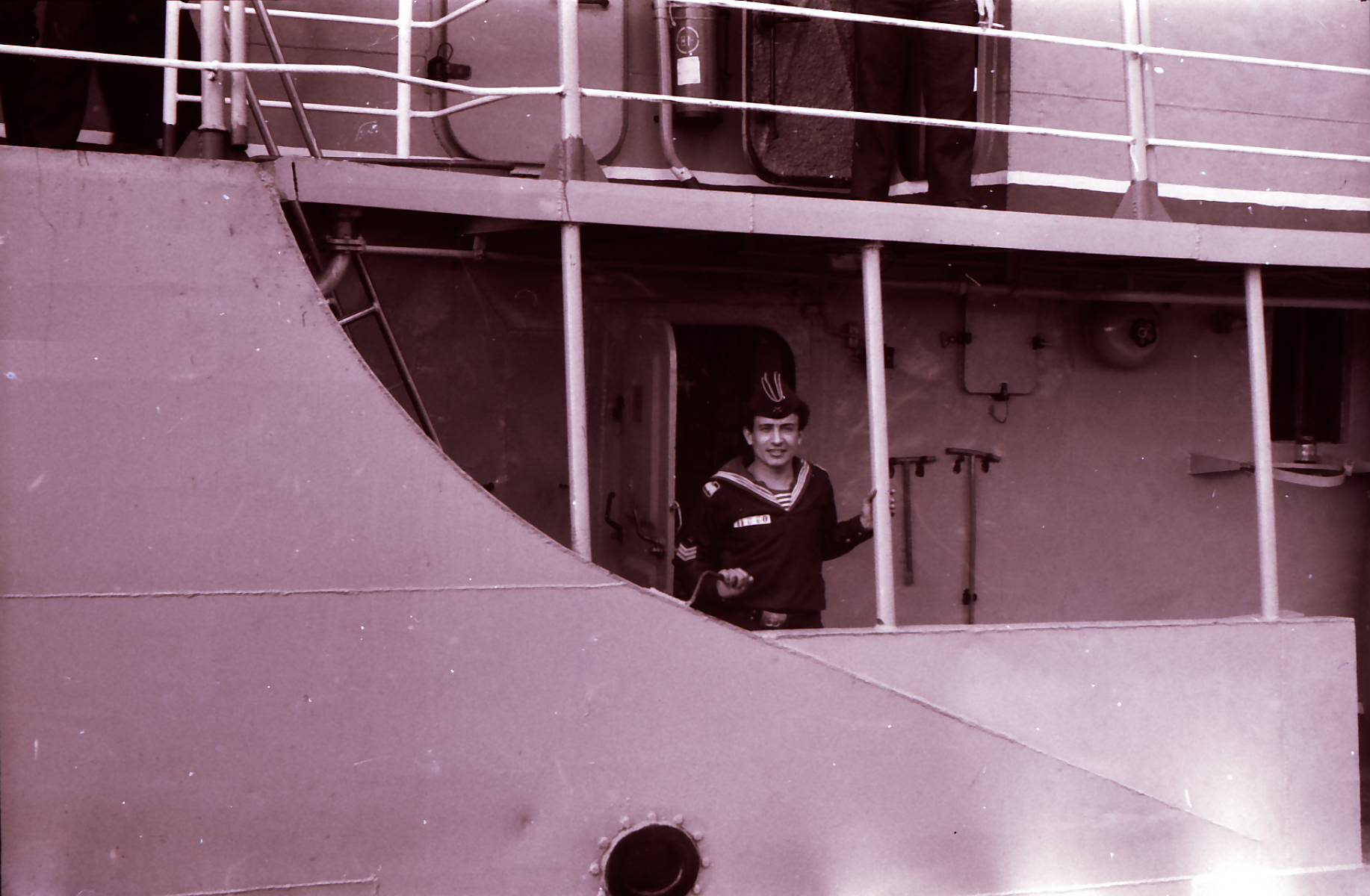
Schulschiff 421, an Bord ein Kadett aus Jemen.

Der Umzug in den jetzigen Campus in der Wassil-Drumew-Straße 73 fand 1954 statt. Der Status einer Hochschule für Ingenieure wurde 1956 verliehen. Die Eintragung ins Register der Internationalen Seeschifffahrts-Organisation (IMO) der UNO, wodurch Abschlusszeugnisse weltweite Anerkennung erlangten, erfolgte 1960. Das Hauptgebäude des Campus wurde 1968 um ein Stockwerk erweitert. Die Eintragung in die Weiße Liste der IMO als Hochschule mit anerkannter See-Ausbildung gemäß Konvention STCW 78/95 erfolgte in 2000, und die volle Akkreditierung als Hochschule in 2001. Das Zertifikat für Qualität ISO 9002.4 für das Fach Nautik vom Lloyd’s Register ist von 2000, und das Zertifikat ISO 9001:2000 für alle Fächer von 2004. Das „Berufskolleg für Unteroffiziere zur Marineakademie“ wurde 2007 gegründet.

## Aufgaben und Bedeutung nach dem Zweiten Weltkrieg
Nach dem Zweiten Weltkrieg wurde die Anzahl der Schiffe der bulgarischen Marine stark reduziert und die Aufgaben wurden wesentlich eingeschränkt. Die Marine wurde fast vollständig liquidiert. Allmählich begann der Wiederaufbau, die Anzahl und Art der Schiffe stiegen stetig an, sodass, auch wegen des gestiegenen Bedarfs, die Ausbildung von neuen See-Spezialisten beschleunigt, und an die neue Technik und die neue Arbeitsorganisation angepasst werden musste.
Ab dem Jahre 1945 begann die Ausarbeitung von neuen Lehrplänen mit Programmen für die Ausbildung von Schiffskapitänen und von Schiffsmechanikern für die Zwecke der Marine und der Handelsflotte. Gemäß Verordnung Nummer 251 des Präsidiums des Bulgarischen Parlaments von 1956 bekamen die Absolventen der Marineakademie den Titel Diplomingenieur mit Qualifikation als Schiffskapitän bzw. als Schiffsmechaniker im Rahmen einer Hochschulausbildung für Seeleute anerkannt.

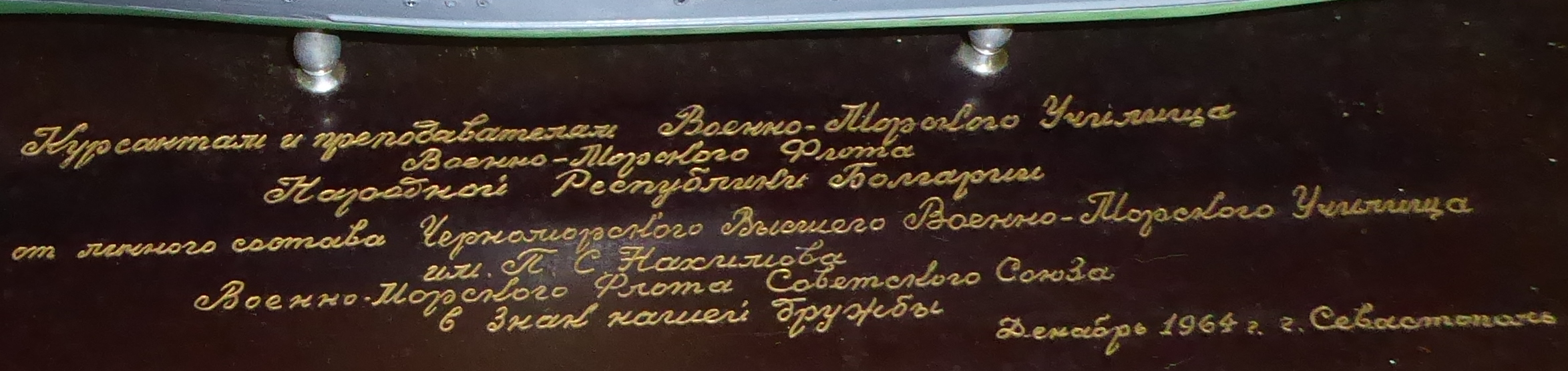
Widmung von der Marineakademie Nachimow der Sowjetunion, Sewastopol, 1964.

In diesem Zeitraum bekam die bulgarische Marine neue Schiffe und Technik. Die bulgarische Handelsflotte wurde systematisch und stetig, auch durch neue Schiffsklassen, ausgebaut, die entweder im Inland gebaut oder aber im Ausland angeschafft wurden. Der Höchststand der bulgarischen Handelsflotte in diesem Zeitraum wurde mit 127 Schiffen und mit insgesamt über 1,8 Millionen Tonnen Wasserverdrängung im Jahre 1985 erreicht.
Die stetig wachsende, riesige Handelsflotte erforderte entsprechend die stetige Erhöhung der Anzahl der Absolventen der Marineakademie, die in manchen Jahren bis zu 110 Schiffskapitäne und Schiffsmechaniker zählte.
Es begann der dynamische Aufstieg der Marineakademie in allen Bereichen, insbesondere in Bezug auf Ausstattung für Lehrzwecke, auf Lehrmethoden, auf Erziehungsarbeit, auf Erhöhung der Qualifikationen der Dozenten, auf Forschung und Entwicklung, sowie auf Ausarbeitung bzw. auf Implementierung von Erfindungen und von Rationalisierungen.

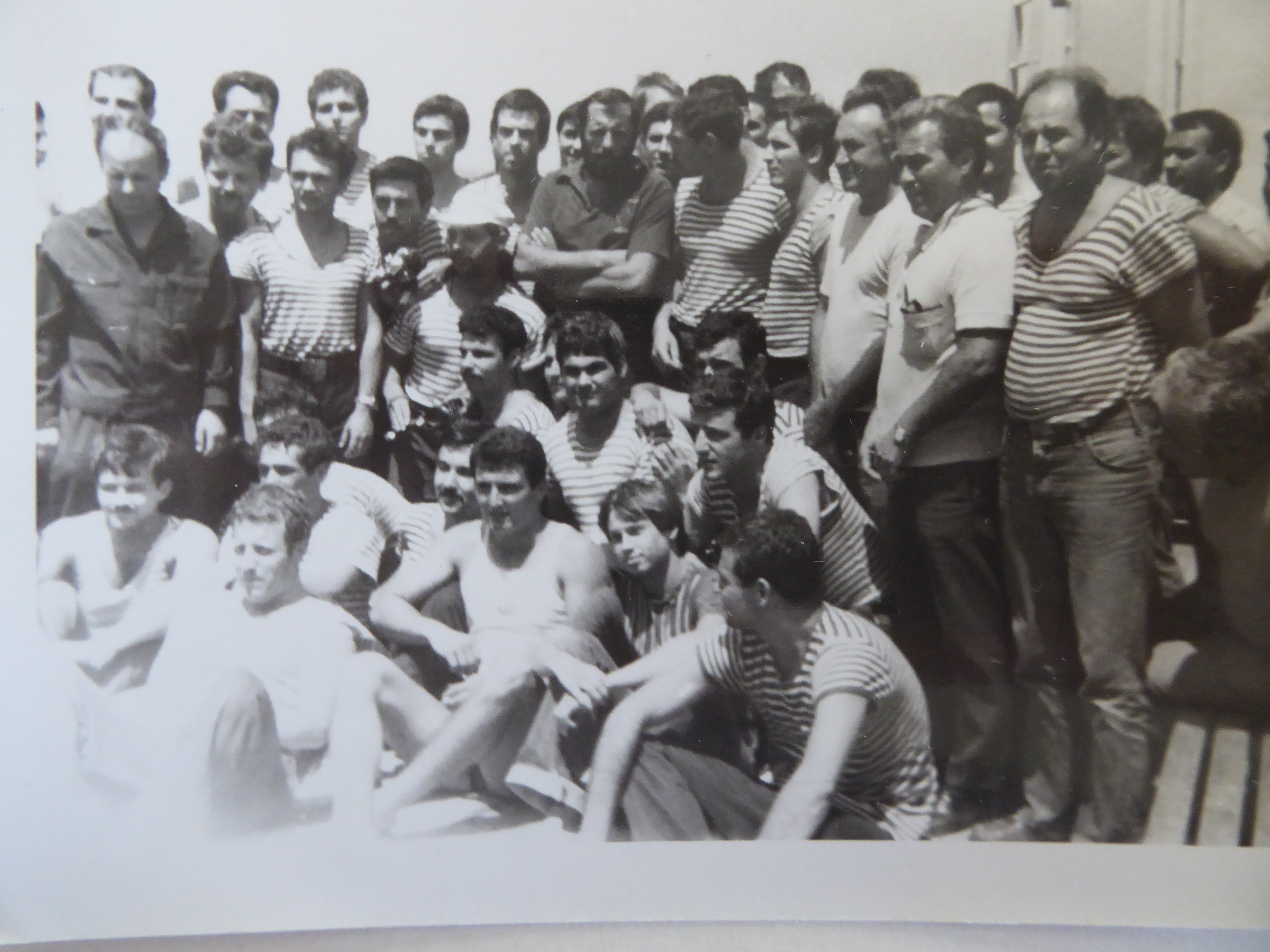
Schulschiff Nikola Vaptzarov auf Ausbildungsreise trifft auf hoher See Weltumsegler N. Djambasow.

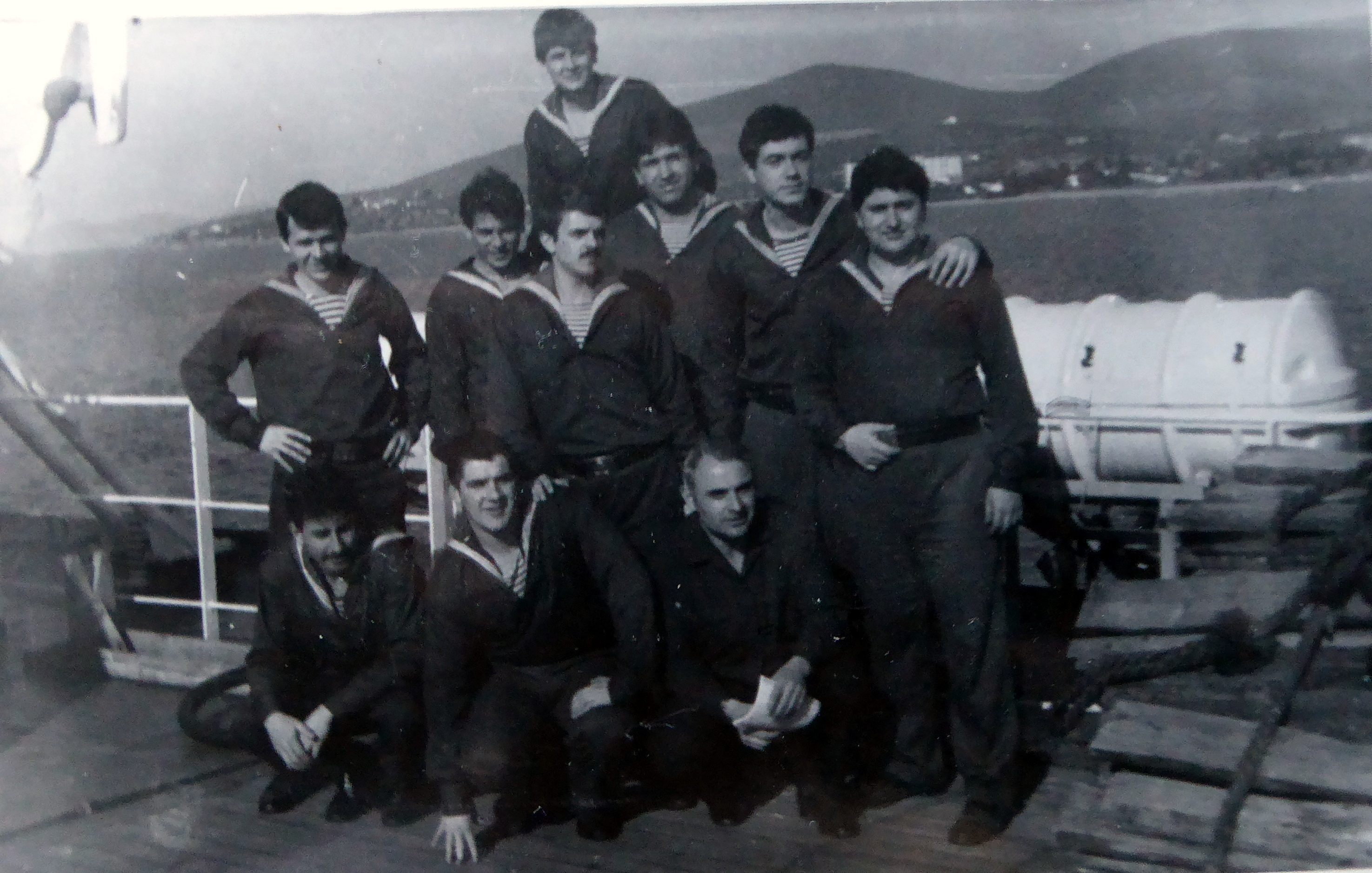
Schulschiff Nikola Vaptzarov am Bosporus, Diplom-Ingenieur A. Totschkow mit Kadetten.

An allen Lehrstühlen entstanden spezialisierte Laboratorien, um die praxisorientierte Ausbildung der Kadetten weiter zu intensivieren. Der Großteil der Ausrüstung – wie z. B. Prüf- und Messstände, Modelle, Profile, Simulationsanlagen – wurden durch Dozenten und Kadetten fertiggestellt, oder aber extern eingekauft. Ein besonderer Schwerpunkt lag auf der Ausbildung an Trainingsanlagen – anlässlich des 100-jährigen Jubiläums der Marineakademie wurde die erste Ausbildungs- und Trainingsanlage für Wachmechaniker in Betrieb genommen.

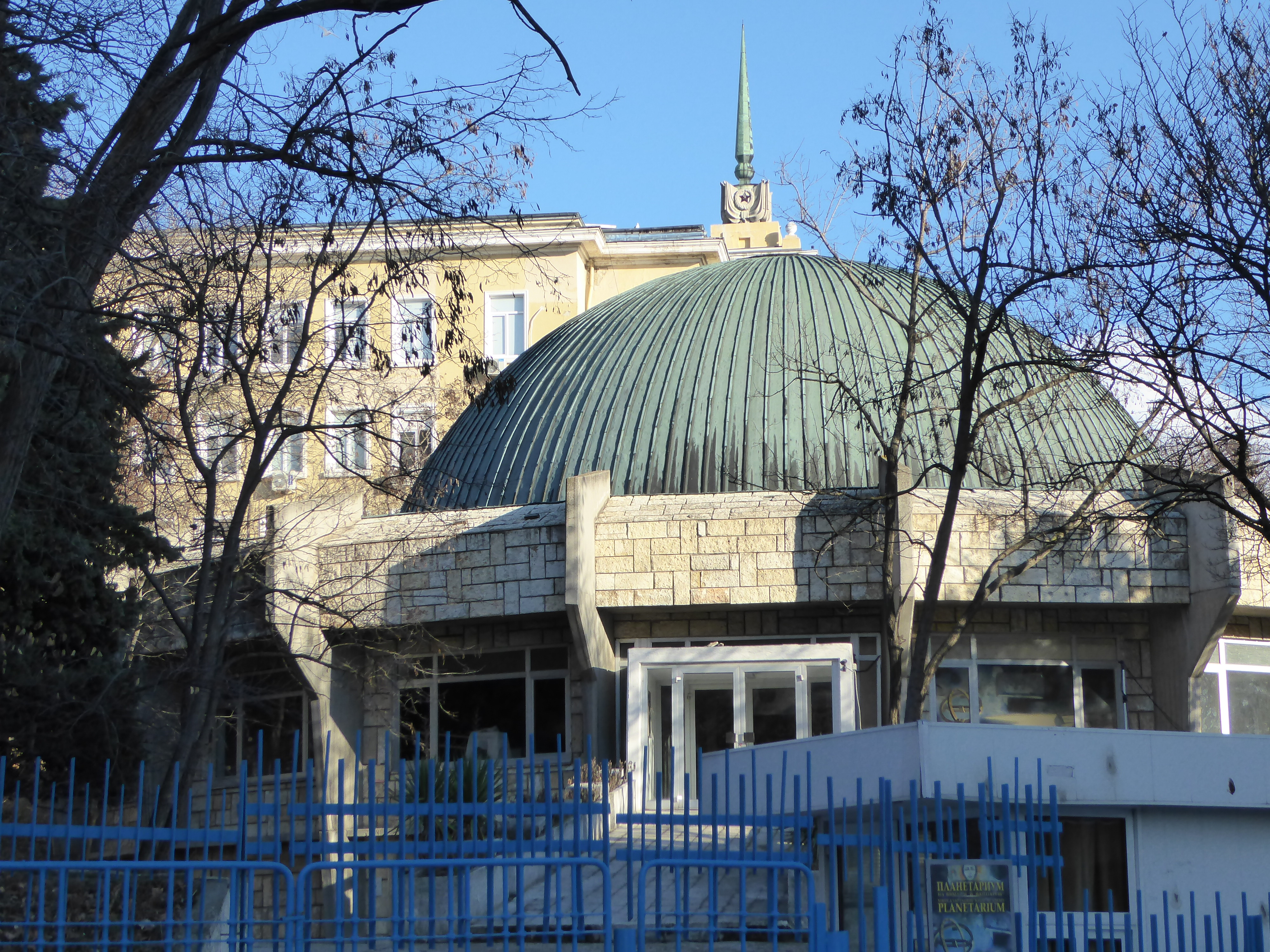
Planetarium der Marineakademie Warna.

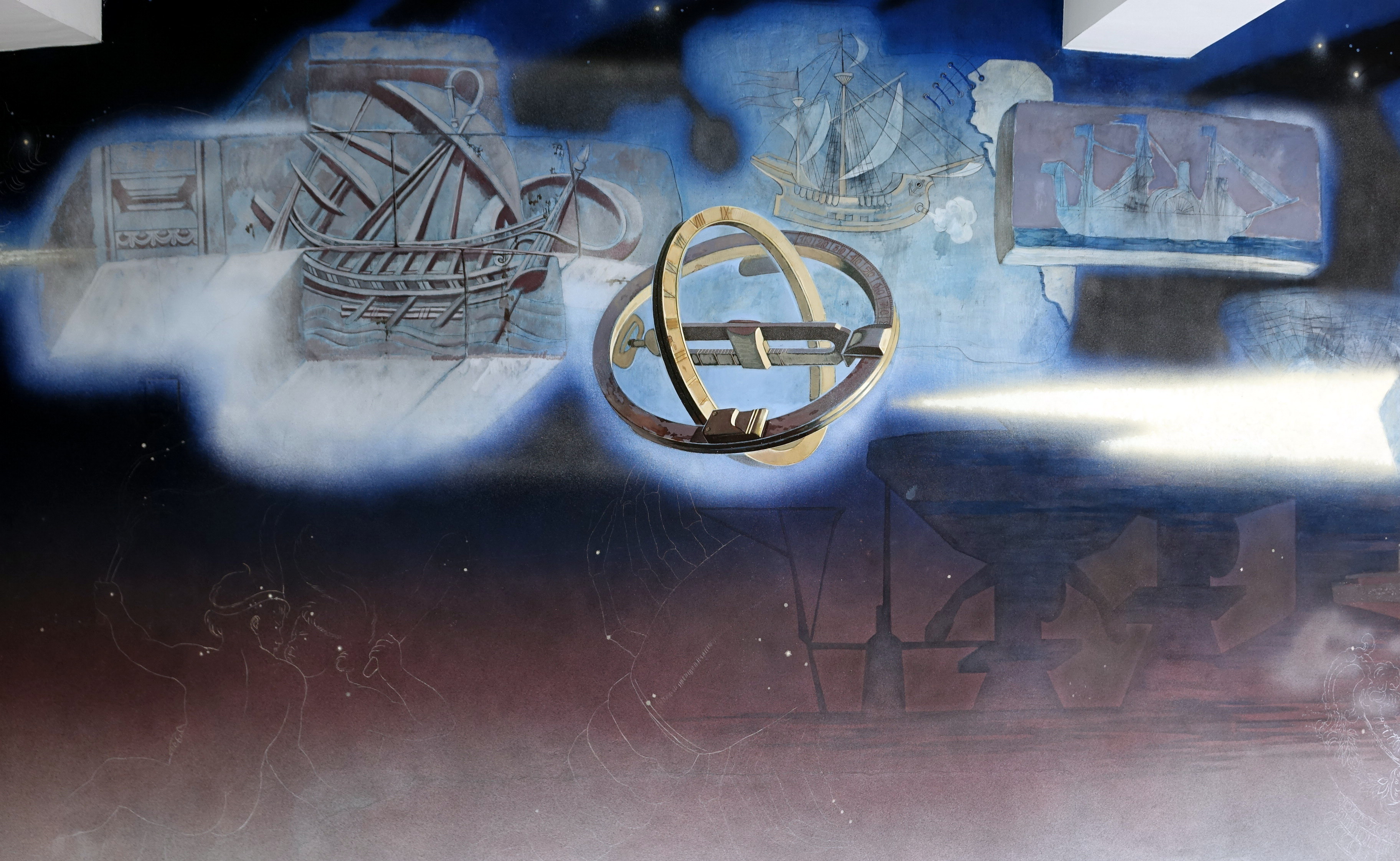
Wandmalerei aus dem Planetarium.

Es wurden neue Wohnkomplexe für Kadetten, ein Sportzentrum mit Mehrzweckhalle und Schwimmbad, sowie andere Einrichtungen gebaut. Die Lehrpläne und die Programme wurden fortwährend weiterentwickelt und ausgebaut, wobei der Schwerpunkt auf der Vorbereitung der Kadetten für die hohen Anforderungen der ständig wachsenden Marine und der Handelsflotte lag. Um dieses Ziel zu erreichen, wurden verschiedene Ausbildungsformen eingesetzt: methodische Diskussionen innerhalb von Lehrstühlen, alljährliche Treffen mit Dozenten von Lehrstühlen mit vergleichbaren Lehr- und/oder Forschungsschwerpunkten aus anderen Militärhochschulen zwecks Erfahrungsaustausch auf dem Gebiet der Vermittlung und der Methodik der Führung von theoretischen und von praktischen Übungen, sowie in Bezug auf die Verwendung von neuesten technischen und didaktischen Mitteln in der Lehre.
Zum Zwecke des Erreichens der gestellten hohen Ziele der Ausbildung wurden mannigfaltige Formen der aktiven Beteiligung von Kadetten am Lehrprozess implementiert.

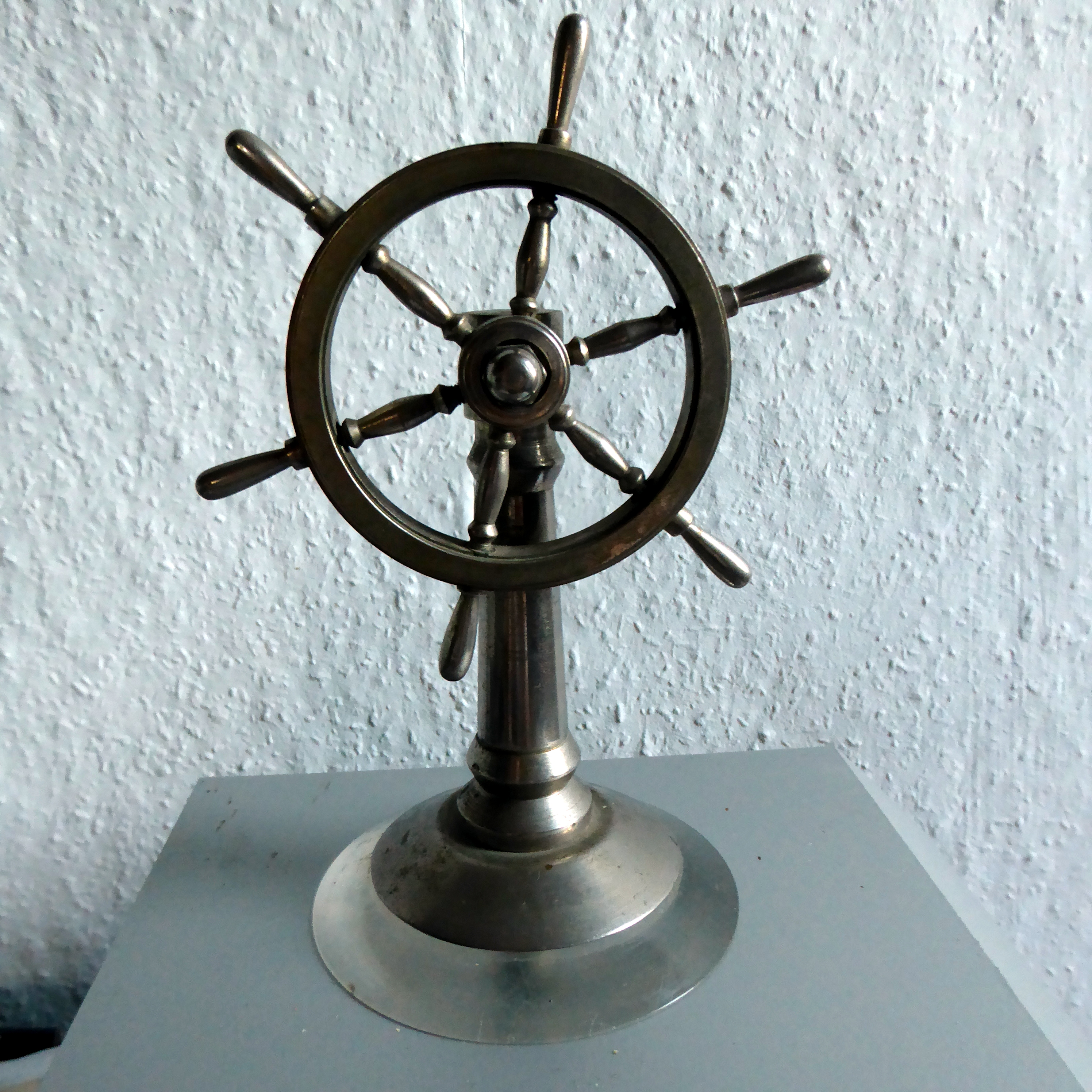
Auszeichnung für Errungenschaften im Rahmen der Initiative TNTFM, IX Tagung, 1977, an Diplom-Ingenieur A. Totschkow.

Ein Großteil der Kadetten beteiligte sich bereits ab dem ersten Studienjahr an Projekten der Bewegung für „Technische und Wissenschaftliche Forschung der Jugend“ TNTM (bulgarisch ТНТМ) bzw. der Marine-Jugend TNTFM (bulgarisch ТНТФМ), vertiefte systematisch Kenntnisse und Fähigkeiten im Laufe der Zeit, und schloss oft Forschung und Entwicklung im Rahmen von Diplomarbeiten ab. Erweiterung und Verbesserung der Ausstattung von Vorlesungsräumen und von Laboratorien sowie anwendungsorientierte Wissenschaftsthemen hatten höchste Priorität. An der Marineakademie fanden alljährlich Ausstellungen im Rahmen von TNTM statt, bei denen Dozenten und an Lehrstühlen mitarbeitende Kadetten ihre Projekte und Ergebnisse präsentierten, die durch Kommissionen bewertet wurden, und die besten davon Auszeichnungen bekamen. Anschließend wurden Projekte und Ergebnisse von TNTM auch der Marine vorgestellt, und die besten davon wurden bei Ausstellungen von TNTM im Rahmen der bulgarischen Volksarmee vorgestellt, die meistens auf dem Messegelände in Plowdiw stattfanden. Auf diesem Wege hatten auch interessierte Vertreter der Zivilgesellschaft Gelegenheit, die Errungenschaften der angehenden Offiziere, der Kadetten und der Soldaten in Forschung und Lehre kennenzulernen. Die Marineakademie bekam regelmäßig Auszeichnungen und Prämierungen auf TNTM-Ausstellungen.
Die Mannschaften der Marineakademie bekamen ebenfalls regelmäßig beste Platzierungen bei Staats- und Armee-Olympiaden, unter anderem in Physik, in Mathematik und in technischem Zeichnen. Alljährlich fanden an der Marineakademie zusätzlich wissenschaftliche Tagungen für Kadetten statt, in deren Rahmen theoretische und wissenschaftliche Forschungsergebnisse präsentiert, die besten Arbeiten in gemeinsamen Tagungsberichten publiziert, und die Autoren ausgezeichnet wurden.

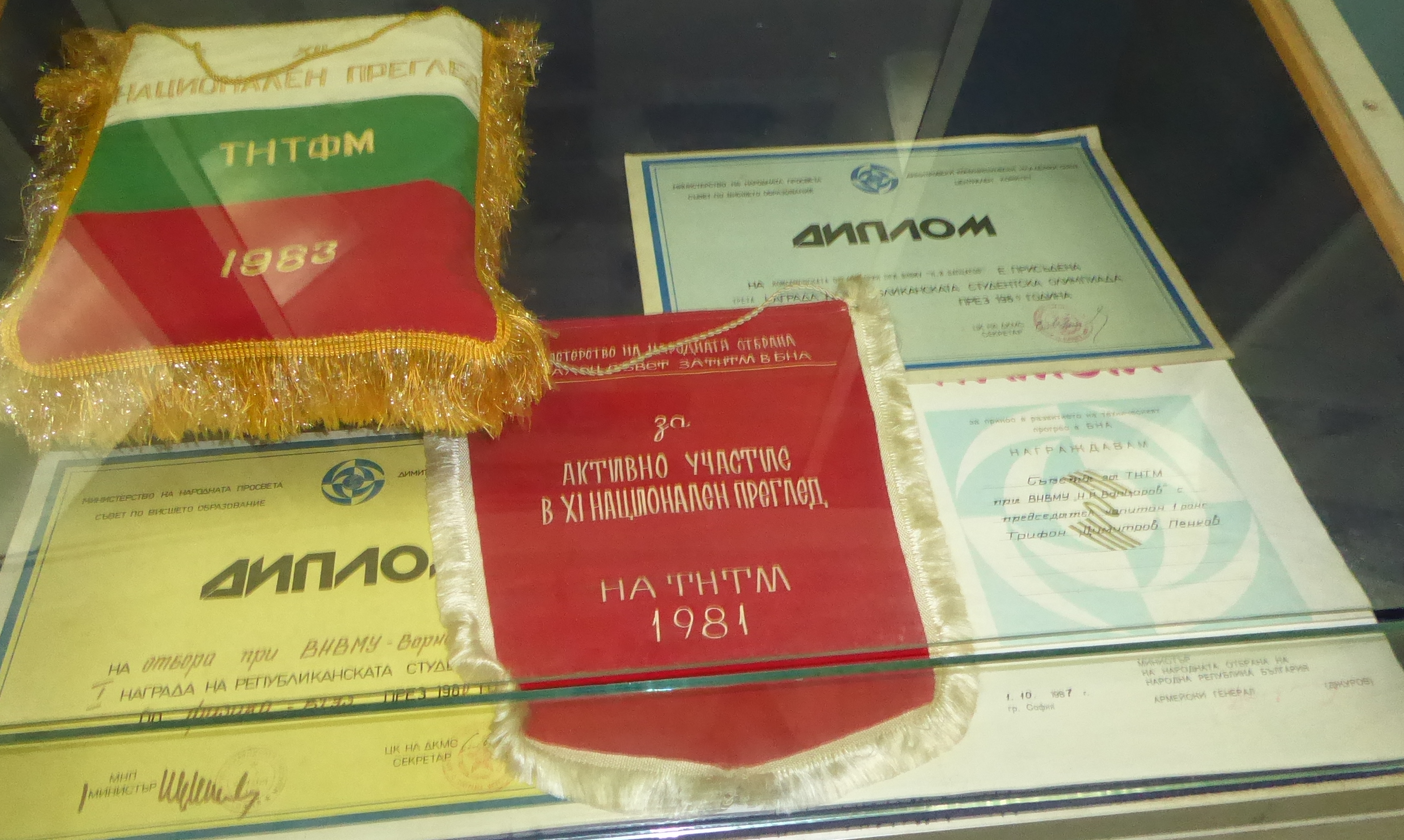
Auszeichnungen: Olympiaden, TNTM, TNTFM

Die Beteiligung von Dozenten und von Kadetten an Forschungsprojekten und an Erfindungen wurde bewusst und zielstrebig gefördert. Der „Technisch-Wirtschaftliche Rat“ TIS (bulgarisch ТИС) der Marineakademie beriet monatlich über die eingereichten Berichte zu vorgeschlagenen Rationalisierungen und legte den Umfang der Förderung fest. Schwerpunkt der Aktivitäten war insbesondere die Erstellung von Forschungsausrüstung, von Messeinrichtungen und von Geräten, um Lehre und Forschung zu fördern. Den staatlichen Ehrentitel der Volksrepublik Bulgarien „Verdienter Erfinder“ bekamen unter anderen die Dozent-Offiziere Zwetan Papasow und Welitschko Janakiew.

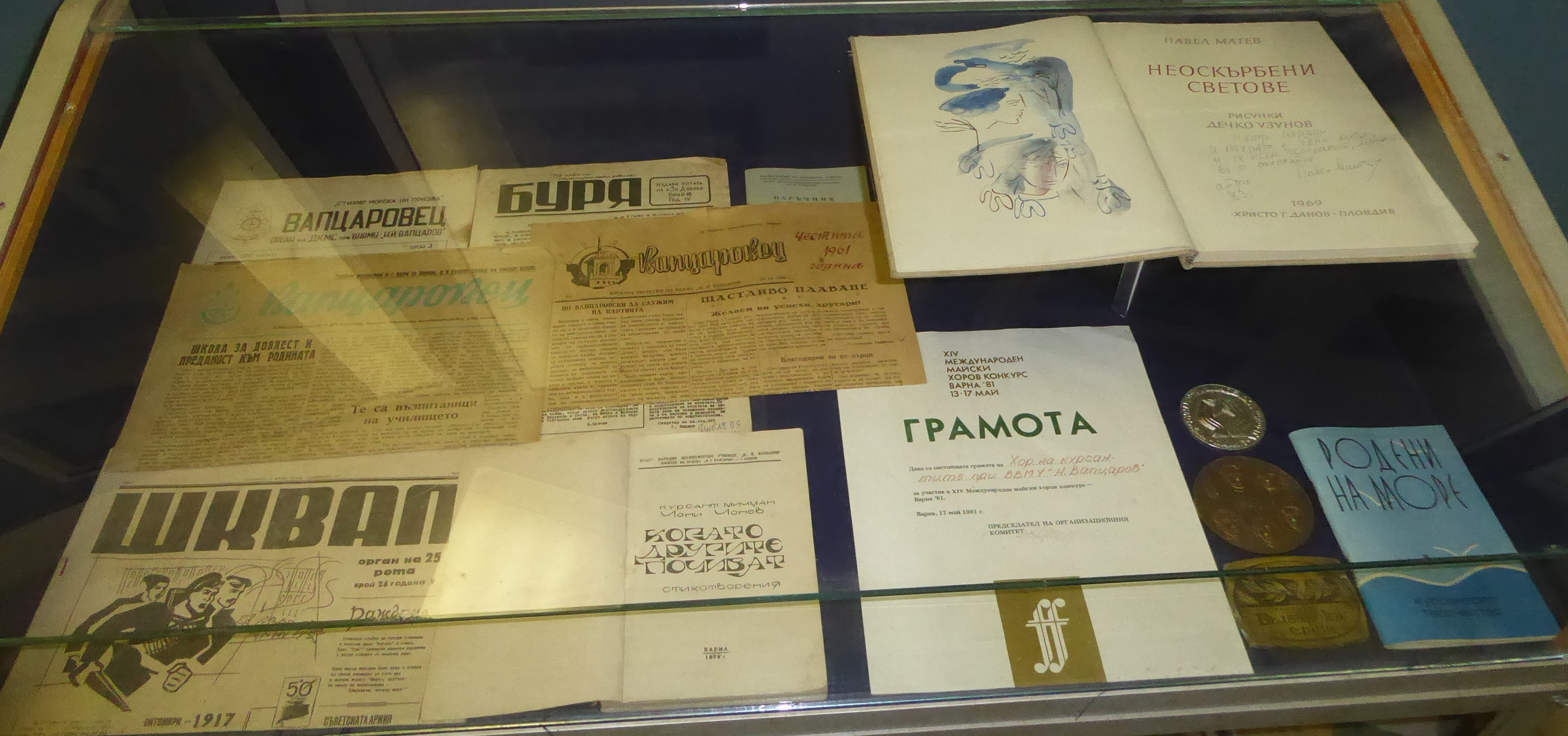
Auszeichnungen: Bildung, Presse

Im Jahre 1988 wurde dem Kapitän III Ranges Atanas Totschkow als erstem Absolventen der Marineakademie der akademische Grad „Diplom-Patentingenieur“ durch die Hochschule für Patentwesen in Sofia verliehen. In den nächsten Jahren stieg die Anzahl der eingereichten und durch das Patentamt angenommenen Anträge auf Anerkennung von Erfindungen und von Industriegebrauchsmustern rapide an, wobei die Autoren überwiegend junge Dozenten waren, die wissenschaftliche Forschung betrieben oder aber anwendungsorientierte Themen bearbeiteten.
In diesem Zeitraum wurde einer der Leseräume in der Bibliothek der Marineakademie zum Informationszentrum umgebaut und durch virtuelle Arbeitsplätze/Terminals direkt mit der Wissenschaftlich-Technischen Bibliothek NTB (bulgarisch НТБ) in der Hauptstadt Sofia verbunden. Auf diesem Wege bekamen Kadetten und Dozenten der Marineakademie die Möglichkeit, direkte Recherchen im umfangreichen Bestand der NTB durchzuführen, die für Forschung und Lehre von großem Nutzen gewesen sind.
Ein weiterer Schwerpunkt der Aktivitäten der Marineakademie in diesem Zeitraum sind Projekte im Rahmen des „Wissenschaftlichen Forschungssektors“ NIS (bulgarisch НИС), für deren Zwecke neue Verwaltungsstrukturen geschaffen wurden. Langjährige Erfahrung und die hohe Qualifikation von Dozenten und von Mitarbeitern, insbesondere mit technischer Ausbildung, ermöglichten die erfolgreiche Bewältigung von Aufgaben im Bereich der Marine und der Handelsflotte, sowie im zivilen Industriesektor.

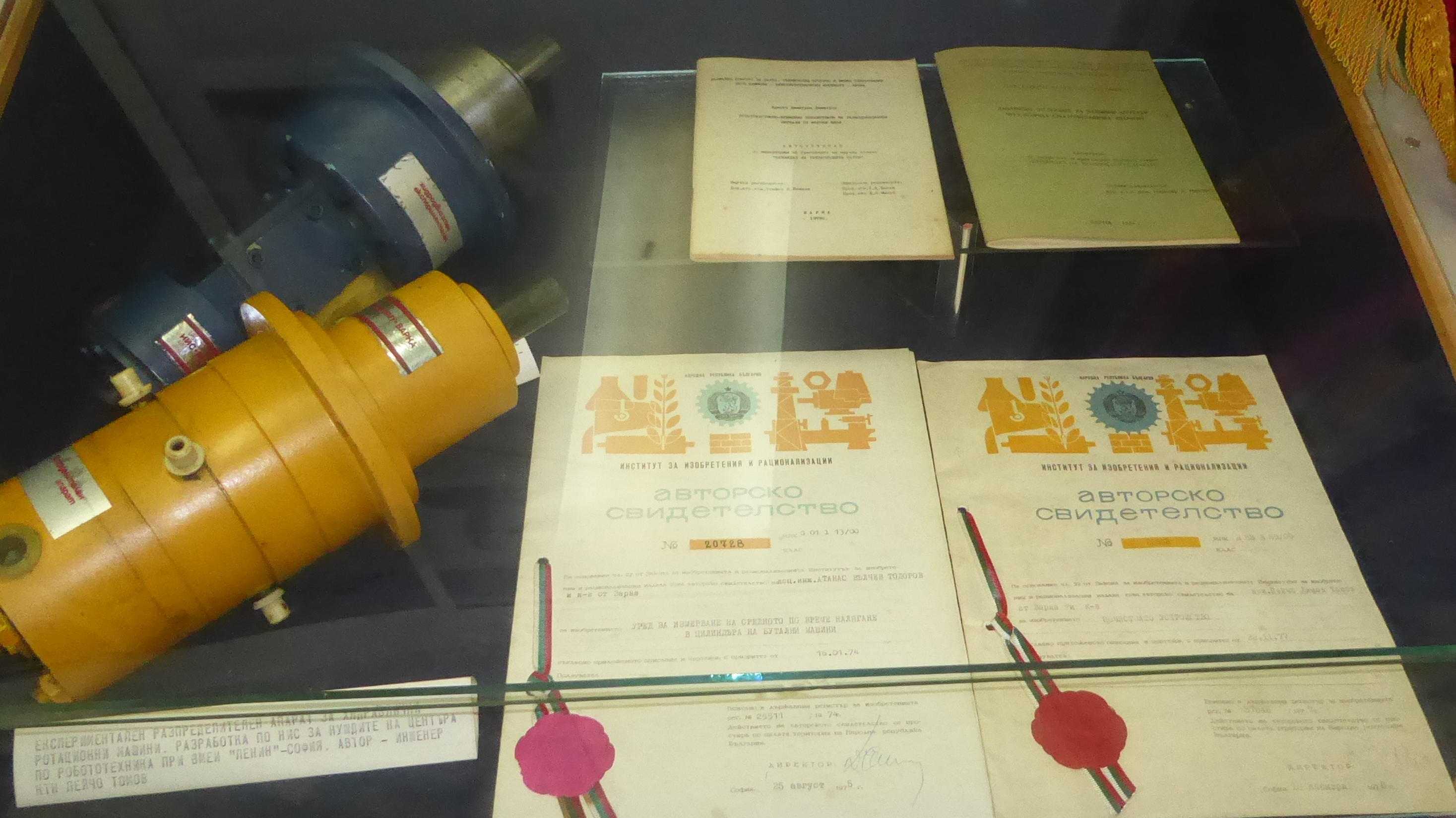
Erfindungen, Rationalisierungen

Die alljährliche wissenschaftliche Tagung an der Marineakademie entwickelte sich im Laufe der Zeit zu Plattform zwecks Vorstellung und Überprüfung der wissenschaftlichen Entwicklung von Dozenten und von wissenschaftlichen Mitarbeitern der Marineakademie, aber auch aus anderen Militärhochschulen, Universitäten, Einrichtungen und Organisationen, sowohl aus dem Inland als auch aus dem Ausland. Jahresberichte und Zusammenfassungen wurden in der Reihe „Forschungsarbeiten“ veröffentlicht.
Parallel zur Ausbildung in Lehre und in Praxis wurden besonders große Anstrengungen unternommen, die Kadetten durch Wertevermittlung zu verantwortungsvollen und ethisch bewussten Spezialisten auszubilden, die imstande sind, mit Menschen zu arbeiten und zu leiten. Offiziere der Marineakademie und Kadetten aus den höheren Semestern nahmen aktiv an der Initiative „Bulgarischer Ruhm“ teil, in deren Rahmen die Wertevermittlung für Kinder im Geiste von Heimatliebe und von Patriotismus unterstützt wurden. Zu diesem Zwecke wurden, unter anderem, Treffen mit Kriegsveteranen organisiert, die Kinder bekamen verschiedene technische Fertigkeiten vermittelt, wie z. B. Seeknoten zu binden, es fanden Lieder-Wettbewerbe sowie feierliche Feuerwerke anlässlich von Jubiläen statt.

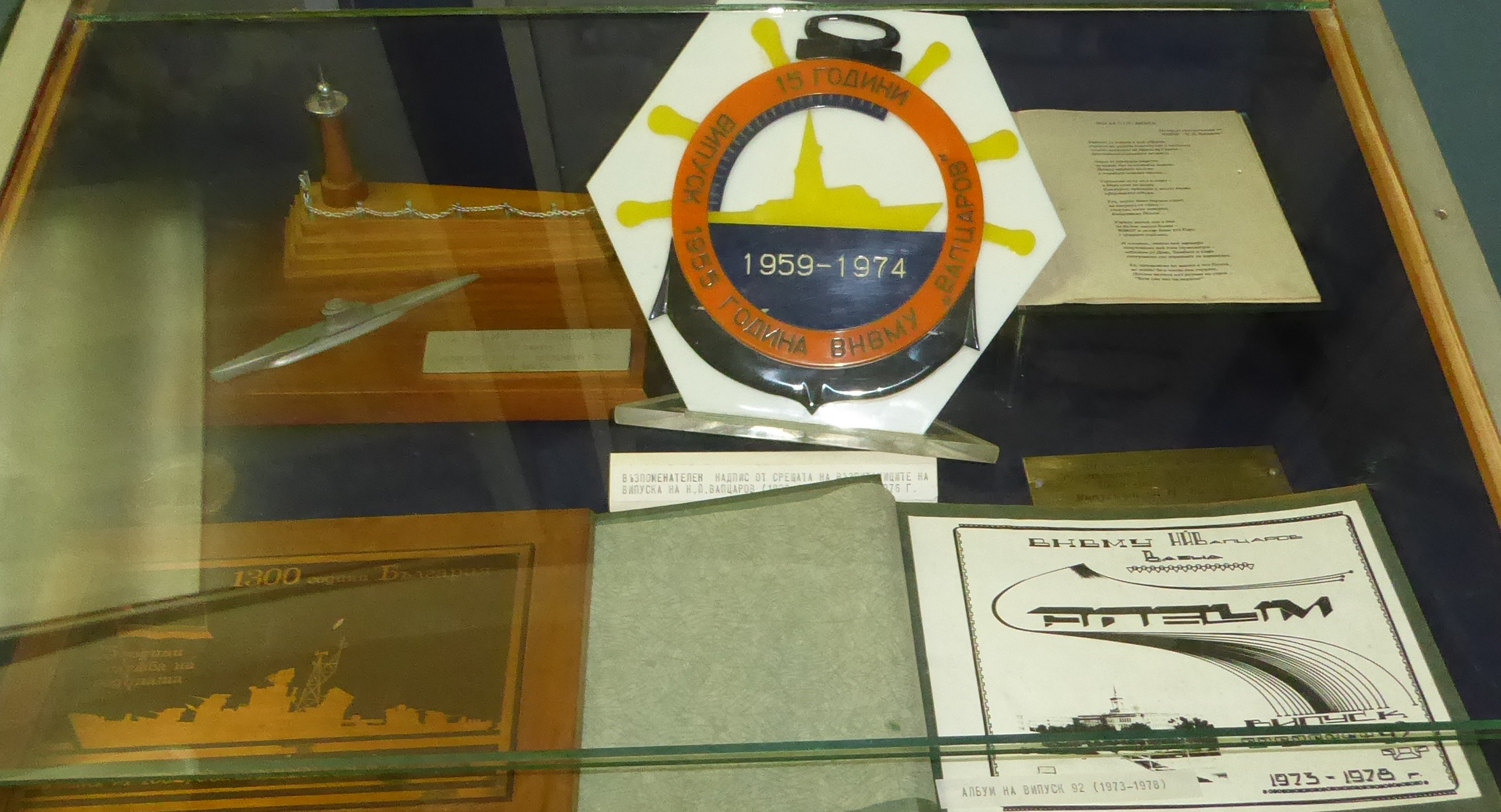
Alumni

Zusammenfassend kann man feststellen, dass die Marineakademie in diesen Jahren hohe Reputation und hohen Bekanntheitsgrad genoss, sowohl in der Bulgarischen Armee als auch in wissenschaftlichen Kreisen, insbesondere wegen der modernen, fortschrittlichen Formen und Methoden der Kommunikation bzw. der Zusammenarbeit zwischen Dozenten, wissenschaftlichen Mitarbeitern und Kadetten: In sozialpsychologisch entwicklungsadäquater Atmosphäre mit Erfindungsgeist, Förderung und Motivation wurden hoch qualifizierte, disziplinierte und verantwortungsvolle Spezialisten mit weltweit anerkannten Diplomen ausgebildet.
Im Jahre 1989 beschritt Bulgarien den Weg der demokratischen Veränderung, und die prozessimmanenten Umwälzungen erreichten im Endeffekt auch die Marineakademie. Die dabei angestoßenen Veränderungen betrafen insbesondere interne parteipolitische Strukturen, aber es fanden auch wesentliche, umfangreiche Personalentlassungen statt, und der Großteil der Dozenten wurde demobilisiert. Im Zeitraum zwischen 1998 und 2001 war die Marineakademie Teil einer teilweise heftig geführten öffentlichen Diskussion in Bezug auf die langfristige Strategie in Bulgarien über die Entwicklung der Marine, der maritimen Industrie und des Außenhandels.
Die zentrale Rolle der Marineakademie bei der Gewährleistung einer hochqualitativen Ausbildung der weiterhin dringend benötigten Spezialisten auf See stand dabei im Mittelpunkt der Debatten. Zum damaligen Zeitpunkt entwickelte das Verteidigungsministerium des Landes die neue Strategie, eine nationale Militäruniversität auf der Grundlage der Militärhochschule in Weliko Tarnowo zu gründen, und alle anderen Militärhochschulen des Landes in Fakultäten der Militäruniversität umzuwandeln. Nach heftigen Protesten durch die Öffentlichkeit, aber auch durch Fachleute im Bereich der maritimen Wissenschaften, sowie nach lang anhaltenden öffentlichen Diskussionen wurde schließlich durch Beschluss der XXXIX Volksversammlung am 14. Juni 2002 entschieden, dass die Marineakademie ihre Eigenständigkeit weiterhin behält und die Militärhochschulen in Weliko Tarnowo, in Schumen und in Dolna Mitropolia in Fakultäten der nationalen Militäruniversität „Wasil Lewski“ in Weliko Tarnowo umgewandelt werden.
Die Marineakademie modernisiert gegenwärtig die Technikausstattung weiter und ist auf der Grundlage der Dozenten weiterhin imstande, die strategischen Veränderungen in Bezug auf EU, auf NATO, und auf die Internationale Seeschifffahrts-Organisation (IMO) zu implementieren, sowie Spezialisten auf See für die Marine, für die Handelsflotte und für andere Einrichtungen im In- und Ausland auszubilden.

## Schulschiffe
Lehrgangsteilnehmer aller Ausbildungsgänge der Marineakademie wurden im Rahmen von Auslandsausbildungsreisen auf speziellen Schulschiffen ausgebildet und konnten dadurch auch erste Erfahrungen mit der See sammeln. Der Schwerpunkt lag in der Vermittlung technischer Kenntnisse und praktischer Fertigkeiten.

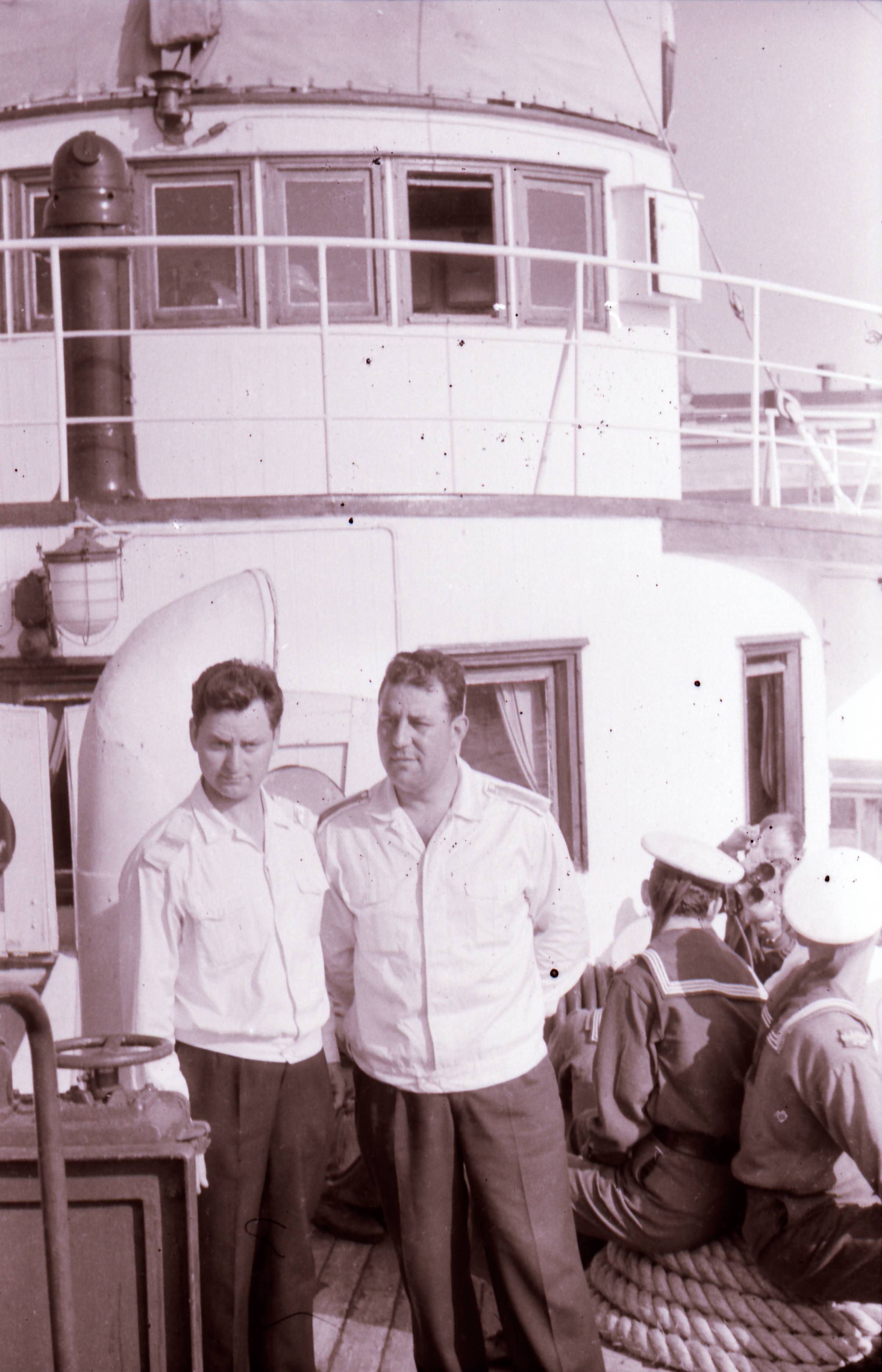
Schulschiff Gorjanin, H. Dimitrow – Choni.

Das Schulschiff Gorjanin wurde schwerpunktmäßig im Rahmen des Lehrgangs „Nautik für die Marine“ eingesetzt.

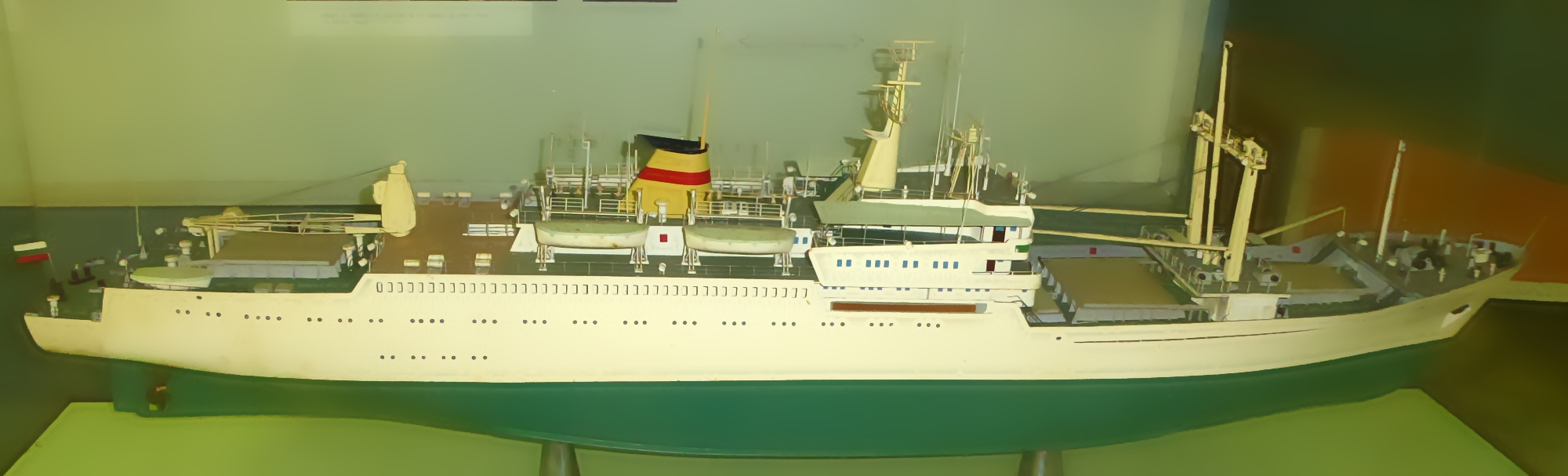
Schul- und Handelsschiff Nikola Vaptzarov.

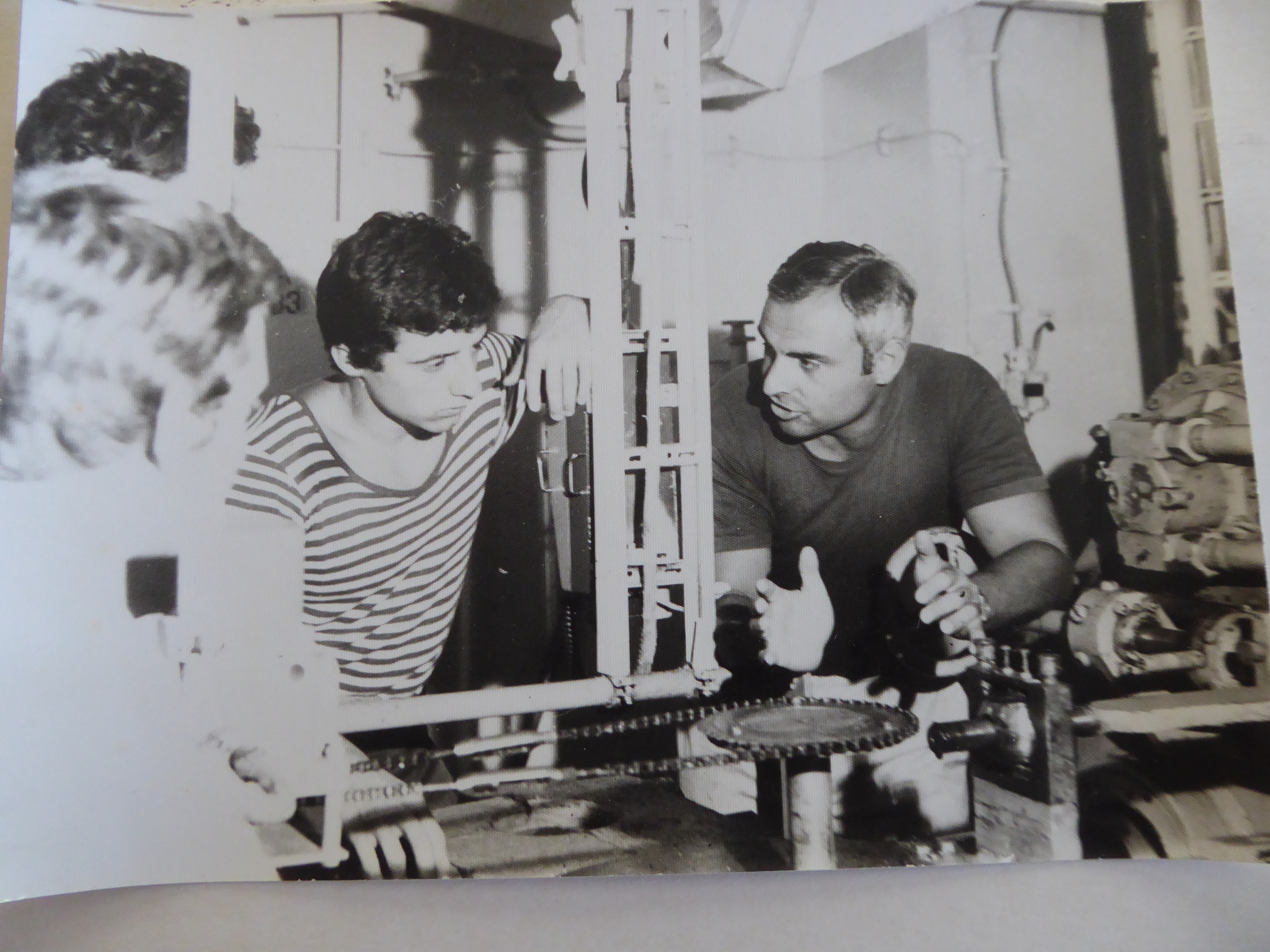
Schulschiff Nikola Vaptzarov auf Ausbildungsreise, Diplom-Ingenieur A. Totschkow unterrichtet Lehrgangsteilnehmer an der Ruderanlage.

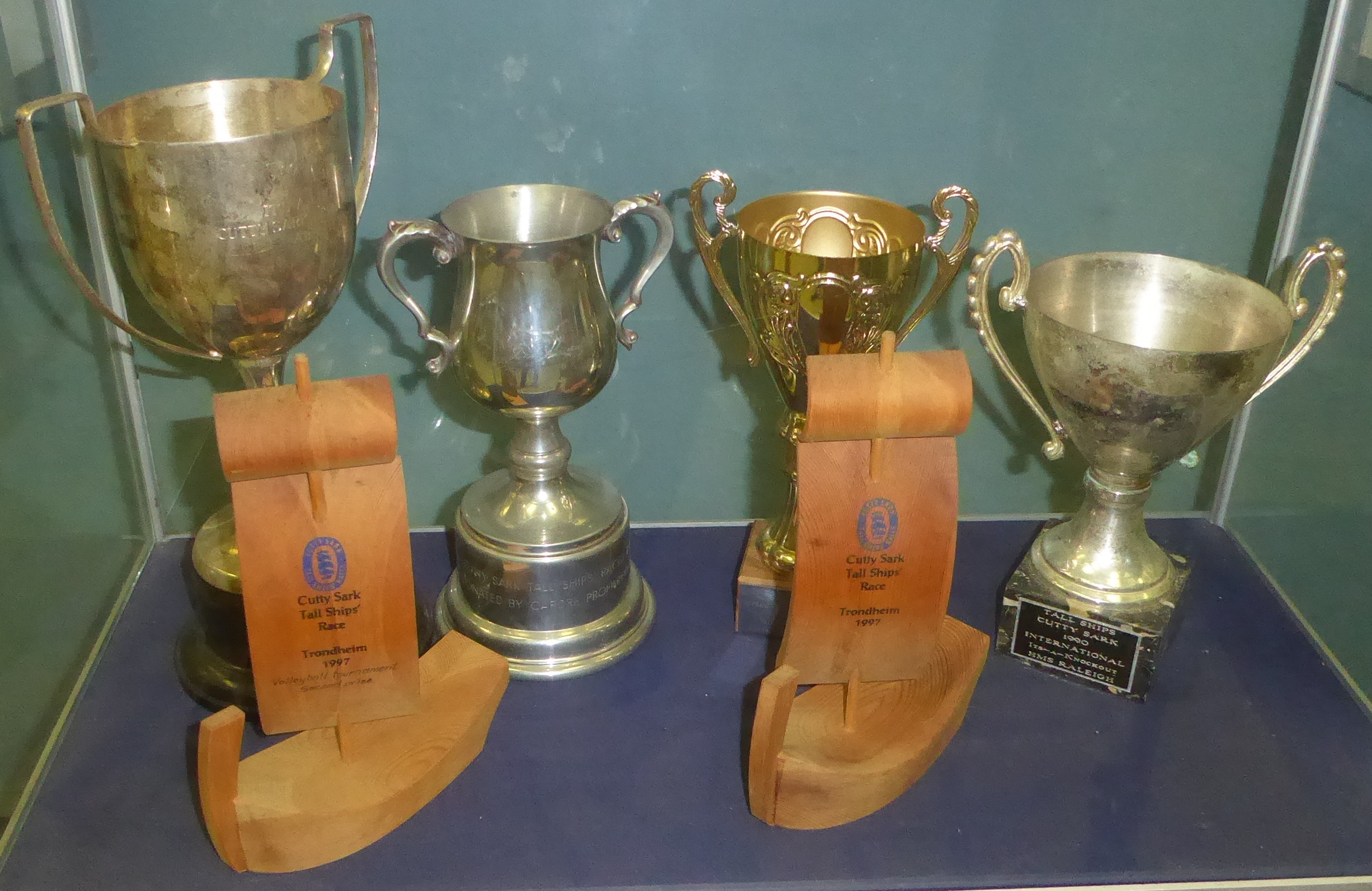
Cutty Sark, Tall Ships’ Races – Auszeichnungen.

Auf dem Schul- und Handelsschiff Nikola Vaptzarov wurden alle Lehrgänge ausgebildet.

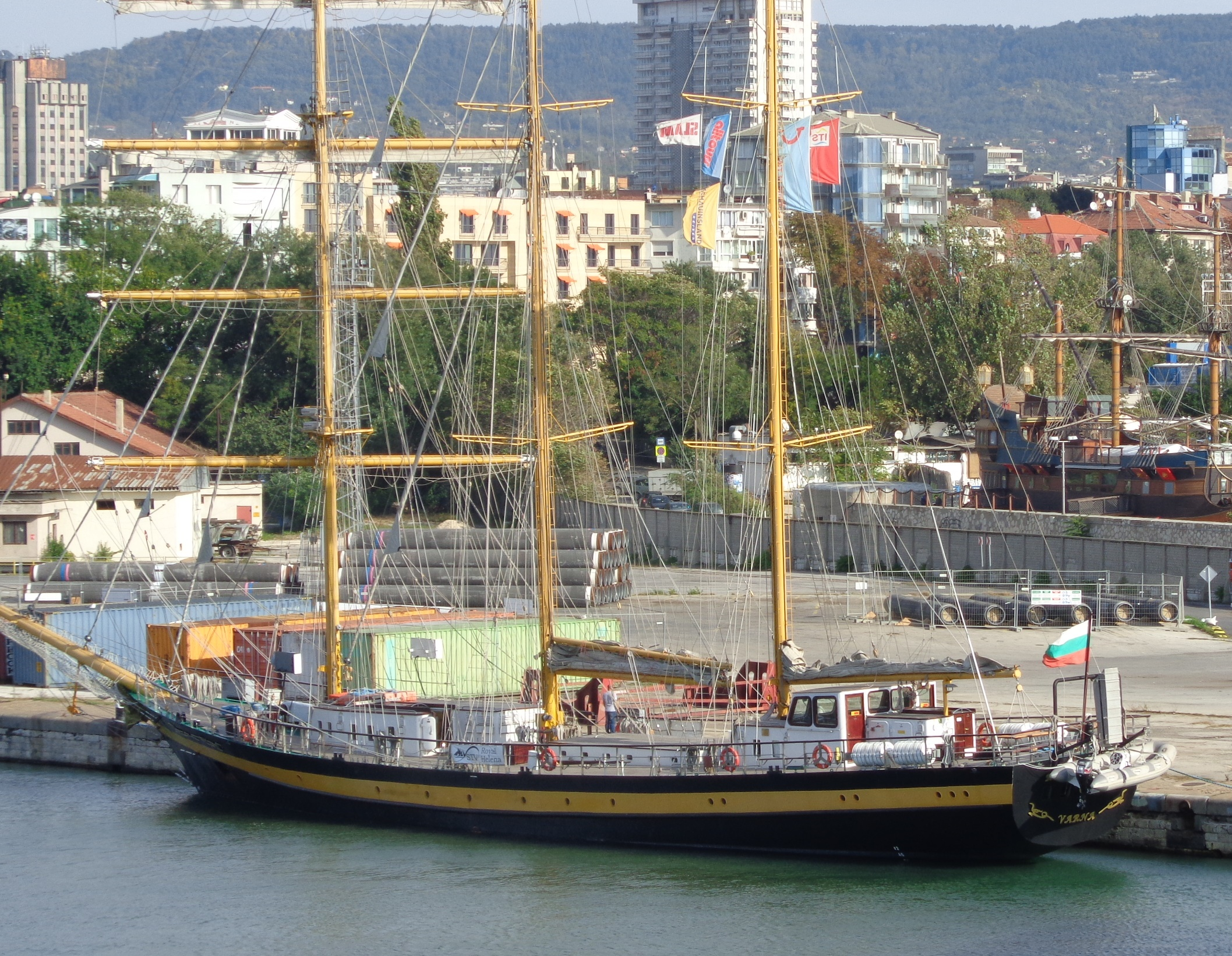
Segelschiff Kaliakra.

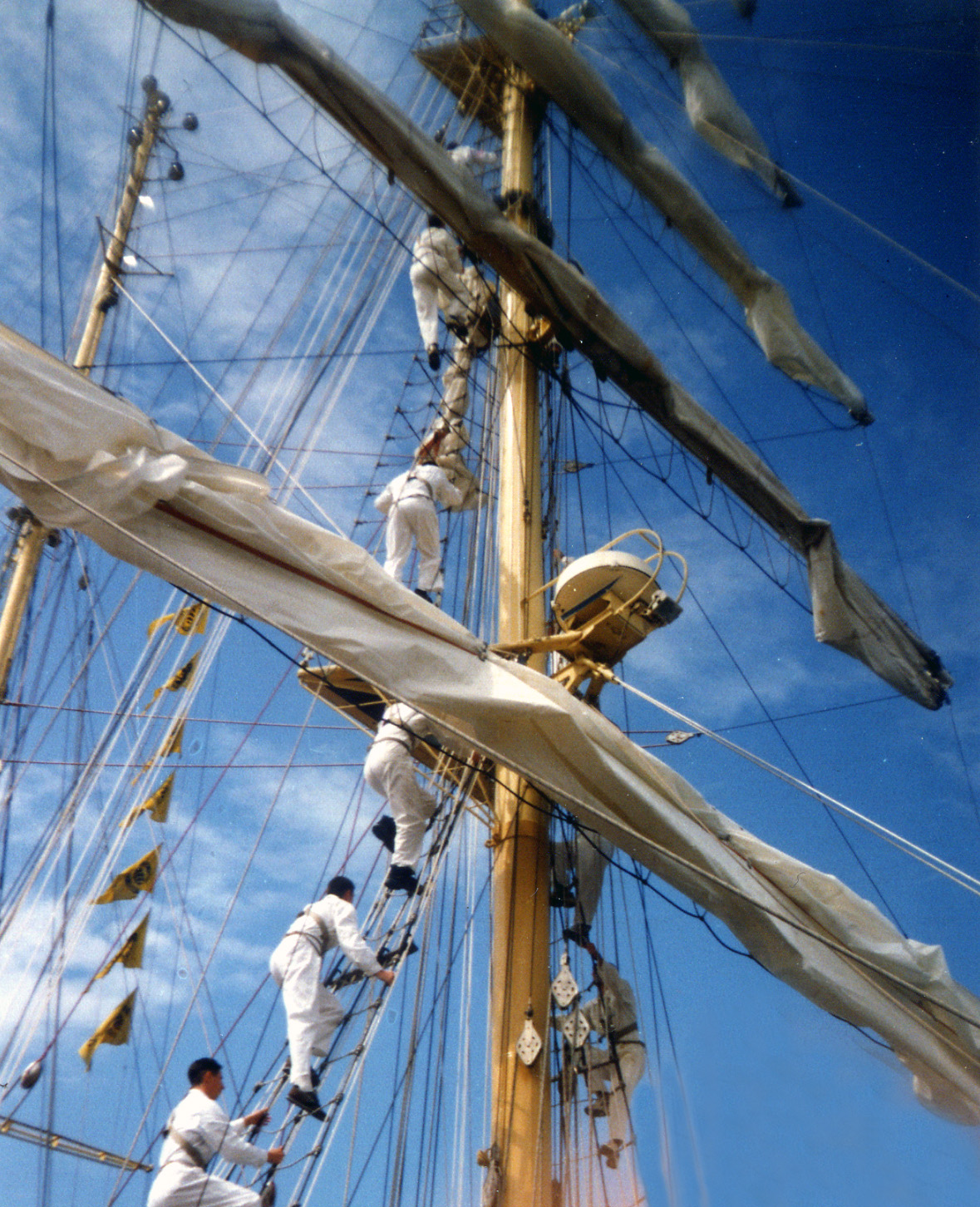
Segelschiff Kaliakra.

Auf dem Segelschiff Kaliakra wurden regelmäßig zwanzig bis dreißig ausgesuchte Lehrgangsteilnehmer, insbesondere anlässlich der Teilnahme an internationalen Regatten, ausgebildet. Zu den prestigeträchtigsten Auszeichnungen gehören diejenigen von Cutty Sark Tall Ships’ Races, einer Langstreckenregatta für Großsegler, die nebst Wettsegeln auch Völkerverständigung und Austausch zwischen jungen Menschen fördert.
1. Schulschiff Gorjanin,[31]
2. Schulschiff 421,
3. Schul- und Handelsschiff Nikola Vaptzarov (IMO 7500827),[32]
4. Segelschiff Kaliakra.

## Planetarium
Am 3. März 1986 wurde auf dem Gelände der Marineakademie das größte Planetarium auf der Balkanhalbinsel eröffnet, das für die Zwecke der Ausbildung von angehenden Schiffskapitänen im Fach Astronomie auf See benutzt, sowie durch Gäste der Stadt besucht wird. Der Durchmesser der Kuppel beträgt 18 Meter und das Planetarium hat 120 Plätze. Es werden vier thematische Zyklen mit Demonstrationen in bulgarischer, englischer, deutscher, französischer, russischer, rumänischer, schwedischer und finnischer Sprache angeboten.

## Astronomisches Observatorium
Am 9. Januar 2020 wurde das astronomische Observatorium der Marineakademie im Rahmen der Feierlichkeiten anlässlich ihres 139. Jahrestages durch den Rektor, Flottillenadmiral Professor der Militärwissenschaften Mednikarow, eröffnet.
Diese neue Lehr- und Forschungseinrichtung der Marineakademie untersucht u. a. erdnahe und für die Erde gefährliche Asteroiden, Meteorschauer, Kometen, Asteroiden aus dem Asteroidengürtel zwischen den Planetenbahnen von Mars bzw. von Jupiter, Sonnenaktivität, Dynamik künstlicher Satelliten sowie Supernovae in nahe gelegenen Galaxien. Die pädagogischen Aufgaben umfassen u. a. theoretische und praktische Ausbildung von angehenden Schiffskapitänen sowie von Studenten im Fach Astronomie gemäß Lehrplan der Marineakademie.
Zur Ausrüstung des Observatoriums gehört u. a. ein Maksutov–Cassegrain-Teleskop (150 mm) in ScopeDome-Kuppel mit Durchmesser von 3 Metern für Beobachtungen über Optik sowie über Radiowellen.

## Struktur
Die Marineakademie besteht aus folgenden Organisationseinheiten: Fakultät für Nautik, Fakultät für Ingenieurwissenschaften, Abteilung für Postgraduierten-Qualifikation und Berufskolleg für Unteroffiziere.
Es werden Qualifikationen für maritime Bereiche vermittelt, wie folgt:
- I. Für die Marine, mit Studiendauer von fünf Jahren. Absolventen erhalten gleichzeitig zwei Bachelor-Abschlüsse, je einen für das militärische und für das zivile Fach. Die Fächer sind:

1. Nautik für die Marine;
2. Schiffsmaschinen und Schiffsmechanismen für die Marine;
3. Marinekommunikation und Funksysteme;
4. Medizinische Versorgung der Streitkräfte.

- II. Für die zivile Schifffahrtsindustrie, mit Studiendauer von vier Jahren. Absolventen erhalten einen Bachelor-Abschluss. Die Fächer sind:

1. Nautik;
2. Schiffsradioelektronik;
3. Schiffsmaschinen und Schiffsmechanismen;
4. Elektrische Schiffssysteme;
5. Schiffsreparaturtechnologie;
6. Schiffs- und Hafenbetrieb;
7. Ingenieurwissenschaften der Ozeane;
8. Flussschifffahrt;
9. Wassertransportmanagement;
10. Informations- und Kommunikationstechnologien in der maritimen Industrie.

## Kooperationsvereinbarung
Im Jahre 2017 wurde der Kooperationsvertrag zwischen der Marineakademie „Nikola Jonkow Wapzarow“ – Warna, der Militärmedizinischen Akademie – Sofia und der Medizinischen Universität „Prof. Dr. Paraskev Stoyanov“ – Warna, im Bereich des Erwerbs von Bildungs- und Qualifikationsabschlüssen für medizinisches Personal für die Bedürfnisse des Verteidigungsministeriums abgeschlossen. Auf dieser Grundlage wurde das neue Spezialisierungsfach „Medizinische Versorgung der Streitkräfte“ entwickelt. Die Studenten werden als Kadetten an der Marineakademie für den Erwerb eines Bachelor-Abschlusses in der akkreditierten Fachrichtung „Organisation und Führung militärischer Formationen auf taktischer Ebene“ und als Studierende an der Medizinischen Universität, durch staatliche Anordnung in regulärer Form der Ausbildung in der Fachrichtung „Medizin“, zum Erwerb des Bildungsgrades „Master“ in der Fachrichtung „Medizin“ ausgebildet. Die Kadetten der Fachrichtung „Medizinische Versorgung der Streitkräfte“ nutzen die gesamte Ausbildungsbasis der Medizinischen Universität.

## Internationale Beziehungen
Marineakademie Warna unterhält intensive internationale Beziehungen, auch im Rahmen der „European Naval Academies' Superintendents Conference“ (ENASC), u. a. zu folgenden Marineakademien:
- Accademia Navale, Livorno, Italien;
- Belgian Royal Military Academy, Brüssel, Belgien;
- Britannia Royal Naval College, Dartmouth, Vereinigtes Königreich;
- École Navale, Brest, Frankreich;
- Escuela Naval Militar, Pontevedra, Spanien;
- Finnish Naval Academy, Helsinki, Finnland;
- Hellenic Naval Academy, Piräus, Griechenland;
- Marineschule Mürwik, Flensburg, Deutschland;
- National Maritime College of Ireland, Cork, Irland;
- Naval Academy „Mircea cel Batran“, Constanta, Rumänien;
- Polish Naval Academy, Gdynia, Polen;
- Portuguese Navy Escola Naval, Almada, Portugal;
- Royal Danish Defence College, Kopenhagen, Dänemark;
- Royal Danish Naval Academy, Kopenhagen, Dänemark;
- Royal Netherlands Naval College, Den Helder, Niederlande;
- Royal Norwegian Naval Academy, Laksevåg, Norwegen;
- Swedish Naval Warfare Center, Stockholm, Schweden;
- Turkish Naval Academy, Tuzla/Istambul, Türkei;
- United States Naval Academy, Annapolis, USA.

## Bezeichnungen der Marineakademie in der Geschichte
| Zeitraum  | Bezeichnung |
| 1881–1892 | Marine-Fachhochschule Fachhochschule für Maschinen Fachhochschule für Technik                                                 |
| 1892–1900 | Fachhochschule für Unteroffiziere der Marine und zu See                                                                       |
| 1900–1904 | Marine-Fachhochschule für Maschinen                                                                                           |
| 1904–1917 | Marine-Fachschule für Maschinen                                                                                               |
| 1917–1920 | Maschinen-Fachhochschule der Marine                                                                                           |
| 1920–1929 | Marine-Fachhochschule für Maschinen (bis zum 26. Juli 1929)                                                                   |
| 1929–1942 | Marine-Fachhochschule (ab dem 26. Juli 1929)                                                                                  |
| 1942–1945 | Königliche Marine-Fachhochschule                                                                                              |
| 1945–1946 | Marine–Fachhochschule des Volkes bei den Seestreitkräften                                                                     |
| 1946–1949 | Marine–Fachhochschule des Volkes                                                                                              |
| 1949–1956 | Marine–Fachhochschule des Volkes                                                                                              |
| 1956–1991 | Marine–Hochschule des Volkes                                                                                                  |
| ab 1991   | Marineakademie Bulgarisch: Висше Военноморско Училище „Никола Йонков Вапцаров“, ВВМУ Englisch: Nikola Vaptsarov Naval Academy |

## Leiter der Marineakademie
| 1881 bis 1928                                                                    | 1928 bis heute                                                                         |
| -------------------------------------------------------------------------------- | -------------------------------------------------------------------------------------- |
| Diplom-Ingenieur Podporutschik Pawel Alexejewitsch Maschnin 1881–1882            | Kapitän II. Ranges Sawa Iwanow 1928–1931                                               |
| Diplom-Ingenieur Porutschik Pawel M. Isotow 1882–1884                            | Major Botscho N. Ratschew 1931–1934                                                    |
| Diplom-Ingenieur Kapitän Pawel D. Kusminski 1884–1885                            | Kapitänleutnant Peter Nedelchew 1934–1935                                              |
| Mechaniker II. Ranges Alexei Teodorow Nadein 1885                                | Kapitän II. Ranges Todor D. Zizelkow 1935                                              |
| Diplom-Ingenieur Mitschman I. Ranges Konstantin R. Boschkow 1885–1886, 1899–1900 | Kapitänleutnant Stefan Chrankow 1936                                                   |
| Mitschman I. Ranges Wladimir W. Luzki 1886                                       | Kapitänleutnant Pawel Pawlow 1936                                                      |
| Mitschman I. Ranges Wladimir P.Kissimow 1886–1888                                | Leutnant Stanjo Walkow 1936–1937                                                       |
| Kapitän Metodi St. Boitschev 1888–1895                                           | Kapitän II. Ranges Stefan T. Zanew 1937–1939, 1940, 1941–1944                          |
| Leutnant Stantscho D. Dimitriew 1895–1896                                        | Kapitänleutnant Georgi G. Pezow 1939–1940                                              |
| Mitschman I. Ranges Stefan Ch. Abadschijew 1896–1897                             | Kapitän II. Ranges Atanas Schalapatow 1944–1945                                        |
| Mitschman I. Ranges Jordan Minkow 1897                                           | Kapitän zur See Angel I. Papasow 1945–1946, 1949–1955                                  |
| Mitschman I. Ranges Nikola Popow 1898                                            | Kapitän II. Ranges Vassil Kutewski 1946–1947                                           |
| Mitschman I. Ranges Simeon M. Winarow 1898–1899                                  | Kapitän II. Ranges Dimitar E. Minkow 1947                                              |
| Diplom-Ingenieur Leutnant Todor Solarow 1900–1906                                | Kapitän II Ranges Branimir Ormanow 1947–1948                                           |
| Kapitänleutnant Dimitar D. Dobrew 1906–1908                                      | Kapitän II. Ranges Stefan Nikolow 1948–1949                                            |
| Kapitänleutnant Dimitar G. Kowatschew 1908–1910                                  | Kapitän zur See Metodi D. Mutafow 1956–1959                                            |
| Kapitänleutnant Iwan D. Angelow 1910–1912                                        | Konteradmiral Ditscho Usunow 1959–1972                                                 |
| Kapitän II. Ranges Raschko Serafimow 1913                                        | Konteradmiral Tschawdar Manoltschew 1972–1975                                          |
| Kapitänleutnant Boris Popow 1913–1914                                            | Kapitän zur See Petko J. Chalatschew 1975–1976                                         |
| Kapitänleutnant Georgi A. Antonow 1914–1915                                      | Kapitän zur See Emil Stantschew 1976–1982                                              |
| Leutnant Kiril G. Swetogorski 1915–1919                                          | Kapitän zur See Rumen Popow 1982–1990                                                  |
| Kapitänleutnant Iwan A. Michailow 1919–1920, 1921–1924                           | Kapitän zur See Mintscho Bakalow 1990–1996                                             |
| Leutnant Wassil G. Ignatow 1920–1921                                             | Kapitän zur See Michail D. Jonow 1996–1998, 2000–2001                                  |
| Leutnant Boris Stanew 1921                                                       | Kapitän zur See Dozent Dr. Iwan Jordanow 1998–2000                                     |
| Kapitänleutnant Georgi Slawjanow 1924–1926                                       | Kapitän zur See Stanko Stankow 2002 bis 15. November 2007                              |
| Kapitänleutnant Peter I. Kaschlakew 1926–1927                                    | Kapitän zur See Dimitar Angelow 15. November 2007 bis 26. Mai 2011                     |
| Kapitän II. Ranges Todor W. Todorow 1927–1928                                    | Kapitän zur See Professor der Militärwissenschaften Bojan Mednikarow seit 27. Mai 2011 |

1. ↑  Alle Dienstgrade beziehen sich auf das Dienstantrittsdatum.